# 北海道小学校の廃校一覧
北海道小学校の廃校一覧（ほっかいどうしょうがっこうのはいこういちらん）は、北海道内の廃校になった小学校の一覧。対象となるのは、学制改革（1947年）以降に廃校となった小学校、および分校である。校名は廃校当時のもの。廃校時に小学校が所在した自治体がその後合併により消滅している場合は、現行の自治体に含む。また、現在休校中の道内の小学校（分校）も含む。
（）内は、廃校になった年、統合先の小学校である。特に月日が表記されていないものは、3月31日閉校とする。

## 石狩振興局（旧石狩支庁）

### 札幌市
- 札幌市立中央創成小学校（1965年西創成小と統合し創成小へ）[1]
- 札幌市立西創成小学校（1965年中央創成小と統合し創成小へ）[1]
- 札幌市立東小学校（1969年東北小と統合し札幌市立中央小学校へ）[2]
- 札幌市立東北小学校（1969年東小と統合し中央小へ）[2]
- 札幌市立滝野小学校（1971年常盤小へ統合）[3]
- 札幌市立白川小学校（1976年札幌市立藤野小学校へ統合）[4]
- 札幌市立豊羽小学校（2002年定山渓小へ統合）[4]
- 札幌市立創成小学校（2004年統合により札幌市立資生館小学校へ）[5]
- 札幌市立大通小学校（同上）[5]
- 札幌市立豊水小学校（同上）[5]
- 札幌市立曙小学校（同上）[5]
- 札幌市立もみじ台南小学校（2011年みずほ小・もみじ台小と統合しもみじの丘小へ、もみじ台西小と統合し札幌市立もみじの森小学校へ）[6]
- 札幌市立もみじ台西小学校（2011年もみじ台南小と統合しもみじの森小へ）[6]
- 札幌市立もみじ台小学校（2011年みずほ小・もみじ台南小と統合し札幌市立もみじの丘小学校へ）[6]
- 札幌市立みずほ小学校（2011年もみじ台小・もみじ台南小と統合しもみじの丘小へ）[6]
- 札幌市立東米里小学校（2011年札幌市立米里小学校へ統合）[7]
- 札幌市立真駒内小学校（2012年真駒内曙小と統合し札幌市立真駒内公園小学校へ）[8]
- 札幌市立真駒内曙小学校（2012年真駒内小と統合し真駒内公園小へ）[8]
- 札幌市立真駒内南小学校（2012年真駒内緑小と統合し札幌市立真駒内桜山小学校へ）[9]
- 札幌市立真駒内緑小学校（2012年真駒内南小と統合し真駒内桜山小へ）[10]
- 札幌市立桑園小学校ひまわり分校（2015年札幌市立桑園小学校院内学級開設に伴い廃校）[11]
- 札幌市立豊滝小学校（2016年札幌市立簾舞小学校へ統合）[12]
- 札幌市立石山小学校（2019年石山南小と統合し札幌市立石山緑小学校へ）[13]
- 札幌市立石山南小学校（2019年石山小と統合し石山緑小へ）[13]
- 札幌市立上野幌西小学校（2019年上野幌東小と統合し札幌市立ノホロの丘小学校へ。ノホロの丘小学校の校舎は上野幌東小学校の校舎を継続使用する[14]。）[15]
- 札幌市立上野幌東小学校（2019年上野幌西小と統合しノホロの丘小へ）[15]
- 札幌市立上野幌小学校（2020年青葉小と統合し札幌市立新札幌わかば小学校へ）[16]
- 札幌市立青葉小学校（2020年上野幌小と統合し新札幌わかば小へ）[16]
- 札幌市立常盤小学校（2021年石山東小と統合し札幌市立芸術の森小学校へ）[17]
- 札幌市立石山東小学校（2021年常盤小と統合し芸術の森小へ）[17]
- 札幌市立福移小学校（2023年札幌市立福移中学校と共に新設の札幌市立義務教育学校福移学園へ統合）[18]
- 札幌市立定山渓小学校（2025年札幌市立定山渓中学校と共に新設の札幌市立義務教育学校定山渓学園へ統合）[19]

### 江別市
- 江別市立新野幌小学校（1966年江別市立野幌小学校へ統合）[注釈 1]
- 江別市立八幡小学校（1971年9月江別市立篠津小学校へ統合）
- 江別市立下の月小学校（1980年江別小へ統合）[20]
- 江別市立篠津小学校（1986年新設の江別市立北光小学校へ統合）[21]
- 江別市立美原小学校（同上）[21]
- 江別市立江北小学校（同上）[21]
- 江別市立江別小学校（2016年新設の江別市立江別第一小学校へ統合）[22]
- 江別市立江別第三小学校（同上）[22]
- 江別市立角山小学校（2018年江別市立対雁小学校へ統合）[23]

### 北広島市
- 北広島市立若葉小学校（2012年広葉小と統合し北広島市立双葉小学校へ）[24]
- 北広島市立広葉小学校（2012年若葉小と統合し双葉小へ）[24]
- 北広島市立高台小学校（2012年緑陽小と統合し北広島市立緑ヶ丘小学校へ）[25]
- 北広島市立緑陽小学校（2012年高台小と統合し緑ヶ丘小へ）[25]

広島町（1996年・北広島市へ市制施行）
- 広島町立仁別小学校（1971年北広島市立大曲小学校へ統合）[26]
- 広島町立共栄小学校（1979年北海道札幌養護学校共栄分校〈当時：北海道札幌養護学校富ヶ岡分校〉へ移行）[27]

広島村（1968年・広島町へ町制施行）
- （私立）聖母女子小学校（1959年休校、1963年閉校）[28]

### 恵庭市
- 恵庭市立島松小学校桜森分校（1948年閉校）[29]
- 恵庭市立島松川上小学校（1961年閉校）[30]
- 恵庭市立盤尻小学校（1965年閉校）[31]
- 恵庭市立松園小学校（1971年松鶴小と統合し恵庭市立松恵小学校へ）[32]
- 恵庭市立松鶴小学校（1971年松園小と統合し松恵小へ）[32]
- 恵庭市立北島松小学校（1976年恵庭市立島松小学校へ統合）[29]

### 千歳市
- 千歳市立藤の沢小学校（1964年千歳小藤の沢分校から移管、1966年水明小藤の沢分校から独立、1967年千歳市立千歳小学校へ統合[33]）[34]
- 千歳市立水明小学校（1964年千歳市立支笏湖小学校へ統合）[34]
- 千歳市立泉郷小学校（1968年千歳市立千歳第二小学校へ統合）[35]
- 千歳市立千歳第三小学校（1968年千歳市立信濃小学校へ統合）[36]
- 千歳市立幌加小学校（1971年新設の千歳市立東小学校へ統合）[37]
- 千歳市立協和小学校（同上）[37]
- 千歳市立東丘小学校（同上）[37]
- 千歳市立蘭越小学校（1978年千歳市立緑小学校へ統合）[38]
- 千歳市立千歳鉱山小学校（1978年閉校）[39]
- 千歳市立中央小学校（1993年千歳小へ統合）[40]
- 千歳市立長都小学校（2005年閉校）[41]

### 石狩市
- 石狩市立若葉小学校（2010年新設の石狩市立双葉小学校へ統合）[42]
- 石狩市立紅葉山小学校（同上）[42]
- 石狩市立望来小学校（2019年厚田小へ統合）[43]
- 石狩市立石狩小学校（2020年新設の石狩市立石狩八幡小学校へ統合）[44]
- 石狩市立八幡小学校（同上）[44]
- 石狩市立厚田小学校（2020年聚富小、石狩市立厚田中学校、石狩市立聚富中学校と統合し石狩市立厚田学園へ移行）[45]
- 石狩市立聚富小学校（2020年厚田小、厚田中、聚富中と統合し厚田学園へ移行）[45]

石狩町（1996年・石狩市へ市制施行）
- 石狩町立樽川小学校（1949年石狩市立花川小学校〈当時：石狩町立〉へ統合）[46]
- 石狩町立若生小学校（1951年新設の石狩町立石狩東小学校へ統合）[47]
- 石狩町立発泉小学校（同上）[47]
- 石狩町立参泉小学校（1953年石狩市立生振小学校〈当時：石狩町立〉へ統合）[47]
- 石狩町立八の沢小学校（1962年石狩町立五の沢小学校へ統合）[47]
- 石狩町立志美小学校（1978年石狩小と花川小へ分割統合）[39]
- 石狩町立五の沢小学校（1982年高岡小へ統合）[48]
- 石狩町立石狩東小学校（1989年新設の八幡小へ統合）[44]
- 石狩町立高岡小学校（同上）[44]
- 石狩町立美登位小学校（同上）[44]

厚田村（2005年廃止）
- 厚田村立安瀬小学校（1967年10月1日厚田小へ統合）[35]
- 厚田村立桂の沢小学校（1969年望来小へ統合）[49]
- 厚田村立正利冠小学校（同上）[49]
- 厚田村立古潭小学校（1990年望来小へ統合）[49]
- 厚田村立発足小学校（2003年厚田小へ統合）[49]

浜益村（2005年廃止）
- 浜益村立浜益小学校〈初代〉（1963年新設の浜益中央小へ統合）[50]
- 浜益村立群別小学校（同上）[50]
- 浜益村立幌小学校（1966年新設の浜益北部小へ統合）[50]
- 浜益村立床丹小学校（同上）[50]
- 浜益村立浜東小学校（1975年黄金小へ統合）[50]
- 浜益村立実田小学校（1977年黄金小へ統合）[50]
- 浜益村立千代志別小学校（1979年浜益北部小へ統合）[50]
- 浜益村立尻苗小学校（1983年黄金小へ統合）[50]
- 浜益村立濃昼小学校（1992年黄金小へ統合）[50]
- 浜益村立浜益北部小学校（1999年新設の石狩市立浜益小学校〈2代目、当時：浜益村立〉へ統合）[50]
- 浜益村立浜益中央小学校（同上）[50]
- 浜益村立黄金小学校（同上）[50]

### 石狩郡（当別町、新篠津村）
当別町
- 当別町立獅子内小学校（1951年8月1日太美小と統合し当別町立西当別小学校へ）[51]
- 当別町立太美小学校（1951年獅子内小と統合し西当別小へ）[51]
- 当別町立材木沢小学校（1965年当別小へ統合）[52]
- 当別町立三番川小学校（1971年青山中央小へ統合）[52]
- 当別町立四番川小学校（1973年青山中央小へ統合）[52]
- 当別町立青山小学校（1975年弁華別小へ統合）[52]
- 当別町立二股小学校（1975年青山中央小へ統合）[52]
- 当別町立金沢小学校（1989年当別小へ統合）[52]
- 当別町立高岡小学校（1991年西当別小へ統合）[52]
- 当別町立青山中央小学校（2000年弁華別小へ統合）[52]
- 当別町立川下小学校（2004年当別小へ統合）[52]
- 当別町立中小屋小学校（2006年当別小へ統合）[52]
- 当別町立蕨袋小学校（2007年当別小へ統合）[52]
- 当別町立東裏小学校（2008年当別小へ統合）[52]
- 当別町立弁華別小学校（2016年当別小へ統合）[52]
- 当別町立当別小学校（2022年当別町立当別中学校と統合し当別町立とうべつ学園（義務教育学校）へ）[53]

新篠津村
- 新篠津村立新篠津小学校〈旧〉（1978年新設の新篠津村立新篠津小学校へ統合）[54]
- 新篠津村立新篠津第一小学校（同上）[54]
- 新篠津村立新篠津第三小学校（同上）[54]
- 新篠津村立新篠津第四小学校（同上）[54]
- 新篠津村立新篠津第五小学校（同上）[54]

## 渡島総合振興局（旧渡島支庁）

### 函館市
- 函館市立幸小学校（1970年常盤小と統合し西小へ）[55]
- 函館市立常盤小学校（1970年幸小と統合し西小へ）[55]
- 函館市立銭亀小学校（1972年宇賀小と統合し東小へ）[56]
- 函館市立宇賀小学校（1972年銭亀小と統合し東小へ）[56]
- 函館市立新川小学校（1978年松風小と統合し函館市立中部小学校へ）[56]
- 函館市立松風小学校（1978年新川小と統合し中部小へ）[56]
- 函館市立若松小学校（1988年巴小と統合し函館市立北星小学校へ）[56]
- 函館市立巴小学校（1988年若松小と統合し北星小へ）[56]
- 函館市立青柳小学校〈旧〉（1990年谷地頭小と統合し函館市立青柳小学校〈新〉へ）[57]
- 函館市立谷地頭小学校（1990年青柳小〈旧〉と統合し青柳小〈新〉へ）[57]
- 函館市立大森小学校（2001年東川小と統合し函館市立あさひ小学校へ）[58]
- 函館市立東川小学校（2001年大森小と統合しあさひ小へ）[58]
- 函館市立蛾眉野小学校（2003年亀尾小へ統合）[56]
- 函館市立西小学校（2009年函館市立弥生小学校へ統合）[56]
- 函館市立木直小学校（2011年函館市立磨光小学校へ統合）[56]
- 函館市立金堀小学校（2019年統合により函館市立大森浜小学校へ）[59]
- 函館市立千代ヶ岱小学校（同上）[59]
- 函館市立高盛小学校（同上）[59]
- 函館市立亀尾小学校（2019年函館市立上湯川小学校へ統合）[59]
- 函館市立戸井西小学校（2021年日新小・潮光中・日新中と統合し函館市立戸井学園へ）[60]
- 函館市立日新小学校（2021年戸井西小・潮光中・日新中と統合し戸井学園へ）[60]
- 函館市立磨光小学校（2022年磨光小・臼尻小・大船小と統合し函館市立南茅部小学校へ）[53]
- 函館市立臼尻小学校（同上）[53]
- 函館市立大船小学校（同上）[53]
- 函館市立東小学校（2022年東小・石崎小と統合し函館市立銭亀沢小学校へ）[53]
- 函館市立石崎小学校（同上）[53]

戸井町（2004年廃止）
- 戸井町立鎌歌小学校（1998年日新小へ統合）[56]
- 戸井町立小安小学校（1998年汐首小と統合し戸井西小へ）[56]
- 戸井町立汐首小学校（1998年小安小と統合し戸井西小へ）[56]

恵山町（2004年廃止）
- 恵山町立恵山小学校（2004年統合により函館市立えさん小学校へ）[56]
- 恵山町立尻岸内小学校（同上）[56]
- 恵山町立古武井小学校（同上）[56]
- 恵山町立日浦小学校（同上）[56]

南茅部町（2004年廃止）
- 南茅部町立磯谷小学校（1999年函館市立大船小学校〈当時：南茅部町立〉へ統合）[56]
- 南茅部町立古部小学校（1999年[61]）

### 北斗市
上磯町（2006年廃止）
- 上磯町立峩朗小学校（1961年北斗市立谷川小学校〈当時：上磯町立〉へ統合）[62]
- 上磯町立盤の沢小学校（1965年閉校）[62]

大野町（2006年廃止）
- 大野町立市渡小学校中山分校（1992年閉校）[62]
- 大野町立大野小学校文月分校（1999年閉校）[62]

### 松前郡（松前町、福島町）
松前町
- 松前町立清部小学校（2003年[63]松前町立大島小学校へ統合）
- 松前町立原口小学校（2008年大島小へ統合）[64]
- 松前町立館浜小学校（2013年松前町立松城小学校へ統合）[65]
- 松前町立松前小学校（同上）[65]
- 松前町立白神小学校（同上）[65]

福島町
- 福島町立日出小学校（1977年閉校）[66]
- 福島町立岩部小学校（1992年閉校）[66]
- 福島町立浦和小学校（1997年閉校）[66]
- 福島町立千軒小学校（2003年閉校）[66]
- 福島町立白符小学校（2008年[67]福島町立福島小学校へ統合）

### 上磯郡（知内町、木古内町）
知内町
- 知内町立東莱小学校（1980年知内町立知内小学校〈初代〉へ統合）[68]
- 知内町立知内小学校重内分校（1985年閉校）[69]
- 知内町立矢越小学校（2000年閉校）[70]
- 知内町立知内小学校〈初代〉（2008年新設の知内小〈2代目〉へ統合）[71]
- 知内町立中の川小学校（同上）[71]
- 知内町立湯ノ里小学校（2023年知内小へ統合）[72]
- 知内町立涌元小学校（2025年知内小へ統合）[19]

木古内町
- 木古内町立札苅小学校（2003年木古内町立木古内小学校へ統合）[73]
- 木古内町立泉沢小学校（同上）[73]
- 木古内町立釜谷小学校（同上）[73]
- 木古内町立鶴岡小学校（2011年[73]）

### 亀田郡（七飯町）
- 七飯町立精進川小学校（1961年）[74]
- 七飯町立西大沼小学校（2006年大沼小へ統合）[75]
- 七飯町立鶴野小学校（2014年[76]）
- 七飯町立大沼小学校（2020年軍川小、東大沼小、大沼中と統合し七飯町立大沼岳陽学校へ）[77]
- 七飯町立軍川小学校（2020年大沼小、東大沼小、大沼中と統合し大沼岳陽学校へ）[77]
- 七飯町立東大沼小学校（2020年大沼小、軍川小、大沼中と統合し大沼岳陽学校へ）[77]
- 七飯町立大沼小学校鈴蘭谷分校（2020年大沼中鈴蘭谷分校と統合し七飯町立大沼岳陽学校鈴蘭谷分校へ）

### 茅部郡（鹿部町、森町）
鹿部村（1983年・鹿部町へ町制施行）
- 鹿部村立雨鱒川小学校（1961年閉校）[78]

森町
- 森町立赤井川小学校（2011年休校、2017年閉校）[79]
- 森町立石倉小学校（2017年休校[80]、2023年森町立森小学校へ統合[81]）
- 森町立濁川小学校（2022年休校）[19]
- 森町立駒ヶ岳小学校（2024年森小、森町立鷲ノ木小学校へ分割統合）[81]
- 森町立尾白内小学校（2024年森小、鷲ノ木小へ分割統合）[81]

森町〈旧〉（2005年廃止）
- 森町立三岱小学校（1989年休校、1990年閉校）[28]
- 森町立姫川小学校（2003年閉校）[82]
- 森町立石谷小学校（2003年休校）[19]

砂原町（2005年廃止）
- 砂原町立砂原小学校（1997年新設の森町立さわら小学校〈当時：砂原町立〉へ統合）[83]
- 砂原町立掛澗小学校（同上）[83]
- 砂原町立沼尻小学校（同上）[83]

### 二海郡（八雲町）
- 八雲町立栄浜小学校（2007年八雲町立落部小学校へ統合）[84]
- 八雲町立春日小学校（2009年八雲町立八雲小学校へ統合）[85]
- 八雲町立大関小学校（2011年八雲小へ統合）[86]
- 八雲町立黒岩小学校（2014年八雲小へ統合）[87]
- 八雲町立関内小学校（2017年新設の八雲町立熊石小学校へ統合）[88]
- 八雲町立雲石小学校（同上）[88]
- 八雲町立泊川小学校（同上）[88]
- 八雲町立相沼小学校（同上）[88]
- 八雲町立山崎小学校（2021年[89]八雲小へ統合）

八雲町〈旧〉（2005年廃止）
- 八雲町立上鉛川小学校（1965年八雲小へ統合）[90]
- 八雲町立久留米小学校（同上）[90]
- 八雲町立鉛川小学校（1967年八雲小へ統合）[90]
- 八雲町立上の湯小学校二股分校（1967年閉校）[90]
- 八雲町立八雲鉱山小学校（1969年7月31日）[90]
- 八雲町立富咲小学校（大関小富咲分校から移行、1972年閉校）[91]
- 八雲町立熊嶺小学校（1972年[92]八雲小へ統合）
- 八雲町立八線小学校（1973年[90]1月31日八雲町立大関小学校へ統合）
- 八雲町立大関小学校夏路分校（1976年閉校）[90]
- 八雲町立熱田小学校（1976年八雲小へ統合）[90]
- 八雲町立大新小学校（1987年閉校）[93]
- 八雲町立赤笹小学校（1990年八雲町立野田生小学校へ統合）[94]
- 八雲町立蕨野小学校（1991年八雲町立東野小学校へ統合）[95]
- 八雲町立上の湯小学校（1993年休校し落部小へ統合）[84]
- 八雲町立桜野小学校（1973年閉校[90]、1982年再開[90]、1992年休校、1995年閉校[28]）

熊石町（2005年廃止）
- 熊石町立雲石小学校見日分校（1985年閉校）[96]

### 山越郡（長万部町）
- 長万部町立上ノ沢小学校（閉校時期不明）
- 長万部町立豊津小学校（1971年国縫小へ統合）
- 長万部町立茶屋川小学校（1985年国縫小へ統合）[69]
- 長万部町立蕨岱小学校（2001年双葉小へ統合）[97]
- 長万部町立双葉小学校（2005年長万部町立長万部小学校へ統合[97]、跡地は地元の企業の事務所に転用）
- 長万部町立共立小学校（2009年長万部小へ統合[97]、跡地は地元水産会社の工場に転用）
- 長万部町立中の沢小学校（2010年長万部小へ統合[97]、跡地は地元の製菓会社の工場兼直売所に転用）
- 長万部町立国縫小学校（2014年長万部小へ統合）[97]
- 長万部町立静狩小学校（2022年長万部小へ統合）[97]

## 檜山振興局（旧檜山支庁）

### 檜山郡（江差町、上ノ国町、厚沢部町）
江差町
- 江差町立水堀小学校（2007年新設の江差町立江差北小学校へ統合）[98]
- 江差町立日明小学校（同上）[98]
- 江差町立朝日小学校（同上）[98]

上ノ国町
- 上ノ国町立湯岱小学校上ノ沢分校（1968年閉校）[35]
- 上ノ国町立神明小学校（1977年湯ノ岱小へ統合）[99]
- 上ノ国町立若葉小学校（1987年閉校）[100]
- 上ノ国町立宮越小学校（1998年上ノ国町立河北小学校へ統合）[101]
- 上ノ国町立大崎小学校（2005年[100]上ノ国町立上ノ国小学校へ統合）
- 上ノ国町立小砂子小学校（2012年休校、2015年滝沢小へ統合）[102]
- 上ノ国町立湯ノ岱小学校（2015年河北小へ統合）[101]
- 上ノ国町立早川小学校（2015年滝沢小へ統合）[102]
- 上ノ国町立滝沢小学校（2022年上ノ国小へ統合）[103]

上ノ国村（1967年・上ノ国町へ町制施行）
- 上ノ国村立河北小学校大安在分校（1966年閉校）[101]

厚沢部町
- 厚沢部町立須賀小学校（1974年厚沢部町立富里小学校へ統合）[104]
- 厚沢部町立豊丘小学校（1976年鶉小へ統合）[105]
- 厚沢部町立富里小学校（1985年厚沢部町立館小学校へ統合）[69]
- 厚沢部町立清和小学校（1998年鶉小へ統合）[105]
- 厚沢部町立木間内小学校（2002年鶉小へ統合）[105]
- 厚沢部町立滝野小学校（2004年厚沢部町立厚沢部小学校へ統合）[106]
- 厚沢部町立清水小学校（2007年厚沢部小へ統合）[107]
- 厚沢部町立美和小学校（2017年[108]厚沢部小へ統合）
- 厚沢部町立鶉小学校（2025年厚沢部小へ統合）[19]

### 爾志郡（乙部町）
- 乙部町立栄浜小学校元和分校（1981年閉校）[109]
- 乙部町立富岡小学校（2004年閉校）[110]
- 乙部町立姫川小学校（2011年乙部町立乙部小学校へ統合）[111]
- 乙部町立栄浜小学校（2022年乙部小へ統合）[112]
- 乙部町立明和小学校（2025年乙部小へ統合）[19]

### 奥尻郡（奥尻町）
- 奥尻町立球浦小学校（1972年奥尻町立奥尻小学校へ統合）[113]
- 奥尻町立松江小学校（1972年奥尻町立青苗小学校松江分教場へ移行、1973年閉校）[114]
- 奥尻町立赤石小学校（1974年奥尻小へ統合）[115]
- 奥尻町立青苗小学校藻内分校（1977年閉校）[114]
- 奥尻町立神威脇小学校（1990年休校、1996年閉校）[116]
- 奥尻町立稲穂小学校（2003年宮津小へ統合）[116]
- 奥尻町立宮津小学校（2014年奥尻小へ統合）[117]

### 瀬棚郡（今金町）
- 今金町立光川小学校（1951年種川小奥種川分校から独立、1961年種川小光川分校へ移行、1966年閉校）
- 今金町立美利河小学校美利河別分校（1966年閉校）[118]
- 今金町立日進小学校（1978年休校、1987年閉校）[110]
- 今金町立住吉小学校（1951年種川小住吉分校から独立、1984年休校、1997年閉校[28]）
- 今金町立豊田小学校（1999年休校[110]、2003年閉校[119]）
- 今金町立中里小学校（1998年休校、2007年[28]今金町立今金小学校へ統合）[120][注釈 2]
- 今金町立花石小学校（2007年今金小へ統合）[107]
- 今金町立八束小学校（同上）[107]
- 今金町立金原小学校（同上）[107]
- 今金町立神丘小学校（2008年今金小へ統合）[121]
- 今金町立美利河小学校（2013年）[122]

### 久遠郡（せたな町）
- せたな町立太櫓小学校（2011年閉校）[123]
- せたな町立左股小学校（2005年休校、2011年閉校）[28]
- せたな町立二俣小学校（同上）[28]
- せたな町立平田内小学校（2012年せたな町立久遠小学校へ統合）[124]
- せたな町立島歌小学校（2012年せたな町立瀬棚小学校へ統合）[124]
- せたな町立長磯小学校（2013年久遠小へ統合[125]）
- せたな町立玉川小学校（2015年せたな町立北檜山小学校へ統合）[126]
- せたな町立小倉山小学校（同上）[126]
- せたな町立馬場川小学校（2018年瀬棚小へ統合）[127]
- せたな町立若松小学校（2022年北檜山小へ統合）[128]

大成町（2005年廃止）
- 大成町立久遠小学校富磯分校（1987年休校[110]、1995年6月30日閉校[28]）
- 大成町立貝取澗小学校（1998年閉校）[129]
- 大成町立太田小学校（2001年閉校）[28]

大成村（1966年・大成町へ町制施行）
- 大成村立平和小学校（1955年平田内小平和分校から独立、1964年閉校）

北檜山町（2005年廃止）
- 北檜山町立日中戸小学校（1964年閉校）[130]
- 北檜山町立雲内小学校（1972年[130]若松小へ統合）
- 北檜山町立冷水小学校（1985年北檜山小へ統合）[69]
- 北檜山町立小川小学校（1989年休校、1992年閉校）[28]
- 北檜山町立新成小学校（1999年休校し児童は北檜山小へ通学[110]、2005年閉校[28]）
- 北檜山町立愛知小学校（2000年休校、2005年閉校[131]）

瀬棚町（2005年廃止）
- 瀬棚町立美谷小学校（1979年休校、1986年[28]島歌小へ統合）
- 瀬棚町立島歌第二小学校（1988年島歌小へ統合）
- 瀬棚町立須築小学校（1997年7月30日休校、児童は島歌小へ通学[110]、2001年閉校[28]）
- 瀬棚町立梅花都小学校（1998年休校、2001年閉校）[28]

## 後志総合振興局（旧後志支庁）

### 小樽市
- 小樽市立富岡小学校（1969年小樽市立稲穂小学校[132]と緑小へ分割統合）
- 小樽市立桃内小学校（1990年小樽市立忍路中央小学校へ統合）[133]
- 小樽市立堺小学校（2006年稲穂小と小樽市立花園小学校[134]へ分割統合）
- 小樽市立量徳小学校（2012年花園小[134]と小樽市立潮見台小学校[135]へ分割統合）
- 小樽市立祝津小学校（2013年小樽市立高島小学校へ統合）[136]
- 小樽市立若竹小学校（2013年潮見台小[135]と小樽市立桜小学校[137]へ分割統合）
- 小樽市立色内小学校（2016年北手宮小、手宮西小、手宮小と統合し小樽市立手宮中央小学校[138]、小樽市立長橋小学校[139]、稲穂小[132]へ分割統合）
- 小樽市立北手宮小学校（2016年色内小の一部、手宮西小、手宮小と統合し手宮中央小[138]へ）
- 小樽市立手宮西小学校（2016年色内小の一部、北手宮小、手宮小と統合し手宮中央小[138]へ）
- 小樽市立手宮小学校（2016年色内小の一部、北手宮小、手宮西小と統合し手宮中央小[138]へ）
- 小樽市立天神小学校（2018年小樽市立奥沢小学校へ統合）[140]
- 小樽市立最上小学校（2018年）[141]
- 小樽市立緑小学校（2018年入船小の一部、最上小と統合し山の手小へ）[142]
- 小樽市立入船小学校（2018年奥沢小、花園小、山の手小へ分割統合）[143]
- 小樽市立豊倉小学校（2020年小樽市立朝里小学校へ統合）[144]

### 島牧郡（島牧村）
- 島牧村立歌島小学校（1988年）
- 島牧村立島牧小学校〈旧〉（1992年統合により島牧村立島牧小学校〈新〉へ）[145]
- 島牧村立本目小学校（同上）[145]
- 島牧村立軽臼小学校（同上）[145]
- 島牧村立原歌小学校（同上）[145]
- 島牧村立栄浜小学校（同上）[145]

### 寿都郡（寿都町、黒松内町）
寿都町
- 寿都町立政泊小学校（1976年[146]寿都町立寿都小学校へ統合）[注釈 3]
- 寿都町立美谷小学校（1989年歌棄小へ統合）[147]
- 寿都町立樽岸小学校（1991年新設の寿都町立潮路小学校へ統合）[147]
- 寿都町立湯別小学校（同上）[147]
- 寿都町立歌棄小学校（同上）[147]
- 寿都町立横澗小学校（同上）[147]
- 寿都町立磯谷小学校（同上）[147]

黒松内町
- 黒松内町立五十嵐小学校（1968年中ノ川小へ統合）[35]
- 黒松内町立東栄小学校（1972年閉校）[148]
- 黒松内町立上大成小学校（1976年黒松内町立大成小学校へ統合）[146]
- 黒松内町立豊幌小学校（1998年閉校）[149]
- 黒松内町立大成小学校（1998年閉校）[149]
- 黒松内町立熱郛小学校（1998年閉校）[149]
- 黒松内町立作開小学校（1998年閉校、跡地は体験学習所として転用）[149]
- 黒松内町立中ノ川小学校（2007年[149]黒松内町立黒松内小学校へ統合）

### 磯谷郡（蘭越町）
- 蘭越町立旭台小学校（1973年閉校）[150]
- 蘭越町立立川小学校（1980年蘭越町立昆布小学校へ統合）[68]
- 蘭越町立上里小学校（1983年三和小へ統合）[151]
- 蘭越町立田下小学校（1996年閉校）[152]
- 蘭越町立名駒小学校（2001年閉校）[153]
- 蘭越町立湯里小学校（2002年閉校）[153]
- 蘭越町立港小学校（2008年蘭越町立蘭越小学校へ統合）[154]
- 蘭越町立目名小学校（2009年蘭越小へ統合）[85]
- 蘭越町立御成小学校（2013年蘭越小へ統合）[155]
- 蘭越町立三和小学校（2014年蘭越小へ統合）[156]

### 虻田郡（ニセコ町、真狩村、留寿都村、喜茂別町、京極町、倶知安町）
ニセコ町
- ニセコ町立曽我小学校（1968年ニセコ町立ニセコ小学校へ統合）[157]
- ニセコ町立藤山小学校（1981年ニセコ小へ統合）[158]
- ニセコ町立福井小学校（1990年ニセコ小へ統合）[157]
- ニセコ町立宮田小学校（2006年ニセコ小へ統合）[157]

狩太町（1964年・ニセコ町に改称）
- 狩太町立王子小学校（1961年ニセコ小〈当時：狩太小〉へ統合）[157]

狩太村（1950年・狩太町へ町制施行）
- 狩太村立桂小学校（1947年閉校）[159]

真狩村
- 真狩村立川崎小学校（1987年御保内小へ統合）[160]
- 真狩村立知来別小学校（1999年）[161]
- 真狩村立富里小学校（2001年）[161]
- 真狩村立美原小学校（2003年）[161]
- 真狩村立御保内小学校（2023年真狩村立真狩小学校へ統合）[162]

留寿都村
- 留寿都村立旭野小学校（1969年閉校）[163]
- 留寿都村立登小学校（1985年留寿都村立留寿都小学校へ統合）[164]
- 留寿都村立黒田小学校（1995年閉校）[165]
- 留寿都村立三ノ原小学校（2009年留寿都小へ統合）[166]

喜茂別町
- 喜茂別町立第二喜茂別小学校（1978年喜茂別町立喜茂別小学校へ統合）[39]
- 喜茂別町立栄小学校（1985年喜茂別小へ統合）[164]
- 喜茂別町立御園小学校（1988年閉校）[167]
- 喜茂別町立羊蹄小学校（1998年閉校）[167]
- 喜茂別町立双葉小学校（2003年閉校、跡地はアトリエに転用）[167]
- 喜茂別町立鈴川小学校（2025年喜茂別小へ統合）[19]

京極町
- 京極町立脇方小学校（1970年10月31日）[168]
- 京極町立東花小学校（1976年閉校）[168]
- 京極町立錦小学校（1981年京極町立京極小学校へ統合）[158]
- 京極町立更進小学校（同上）[158]
- 京極町立北岡小学校（1983年京極小へ統合）[48]
- 京極町立南京極小学校（2017年[169]京極小へ統合）

倶知安町
- 倶知安町立大和小学校（1976年瑞穂小へ統合）[146]
- 倶知安町立峠下小学校（1976年倶知安町立北陽小学校へ統合）[146]
- 倶知安町立末広小学校（1980年瑞穂小へ統合）[68]
- 倶知安町立寒別小学校（1984年新設の倶知安町立東小学校へ統合、跡地はアトリエ兼住宅に転用）[170]
- 倶知安町立巽小学校（同上）[170]
- 倶知安町立富士見小学校（同上）[170]
- 倶知安町立瑞穂小学校（同上）[170]
- 倶知安町立八幡小学校（同上）[170]
- 倶知安町立比羅夫小学校（1987年倶知安町立西小学校開校に伴い閉校）[170]

### 岩内郡（共和町、岩内町）
共和町
- 共和町立旭小学校（1969年閉校）[171]
- 共和町立上中ノの川小学校（1973年閉校）[171]
- 共和町立国富小学校（1982年新設の共和町立東陽小学校へ統合）[172]
- 共和町立小沢小学校（同上）[172]
- 共和町立前田小学校（同上、跡地は町営住宅が整備）[172]
- 共和町立幌似小学校（同上、跡地は校舎跡を利用して建て増しした後「かかし歴史館」に）[172]
- 共和町立学田小学校（同上）[172]
- 共和町立発足第二小学校（同上）[172]
- 共和町立梨野舞納小学校（1984年新設の共和町立北辰小学校へ統合）[173]
- 共和町立発足小学校（同上）[173]
- 共和町立宮丘小学校（同上）[173]
- 共和町立老古美小学校（1984年新設の共和町立西陵小学校へ統合）[173]
- 共和町立西老古美小学校（同上）[173]

岩内町
- 岩内町立岩内西小学校〈旧〉（1977年新設の岩内町立岩内西小学校と岩内中央小へ分割統合）[174]
- 岩内町立島野小学校（1977年岩内西小へ統合）[174]
- 岩内町立高台小学校（1977年岩内中央小へ統合）[174]
- 岩内町立岩内中央小学校（2014年岩内西小と岩内町立岩内東小学校へ分割統合）[175]

### 古宇郡（泊村、神恵内村）
泊村
- 泊村立玉川小学校（1957年）
- 泊村立泊小学校〈旧〉（1996年統合により泊村立泊小学校〈新〉へ、跡地は村施設「泊村アイスセンター とまリンク」に[176]）[注釈 4]
- 泊村立盃小学校（同上、跡地は新・泊小学校が移転）
- 泊村立堀株小学校[177]（同上）
- 泊村立茅沼小学校[178]（同上）

神恵内村
- 神恵内村立清川小学校（1965年）[179]
- 神恵内村立安内小学校（1967年）[179]
- 神恵内村立神恵内小学校〈旧〉（1973年赤石小と統合し神恵内村立神恵内小学校〈新〉へ）[179]
- 神恵内村立赤石小学校（1973年神恵内小〈旧〉と統合し神恵内小〈新〉へ）[179]
- 神恵内村立珊内小学校（1996年休校、1998年廃校[28]、跡地は「郷土玩具館」に）[179]
- 神恵内村立川白小学校（1998年）[179]

### 積丹郡（積丹町）
- 積丹町立美国小学校浜婦美分校（1965年閉校）[180]
- 積丹町立西河小学校（1971年積丹町立余別小学校へ統合）[注釈 5]
- 積丹町立来岸小学校（1973年[181]余別小へ統合）
- 積丹町立美国小学校〈旧〉（1977年新設の積丹町立美国小学校へ統合）[182]
- 積丹町立婦美小学校（同上）[182]
- 積丹町立神岬小学校（1977年余別小へ統合）[182]
- 積丹町立丸山小学校（1979年野塚小へ統合）[27]
- 積丹町立幌武意小学校（2010年[183]美国小へ統合）
- 積丹町立入舸小学校（2010年[184]美国小へ統合）
- 積丹町立野塚小学校（2025年美国小へ統合）[19]

### 古平郡（古平町）
- 古平町立古平小学校新地分校（1963年）[185]
- 古平町立沖小学校（1964年古平小沖分校となり、同年8月14日古平町立古平小学校へ統合）[186]
- 古平町立明和小学校（1964年古平小へ統合）[187]
- 古平町立稲倉石小学校（1977年古平小へ統合）[187]

### 余市郡（仁木町、余市町、赤井川村）
仁木町
- 仁木町立仁木小学校得志内分校（1966年閉校）[注釈 6]
- 仁木町立長沢小学校（1985年仁木町立銀山小学校へ統合）[164]
- 仁木町立尾根内小学校（同上）[164]
- 仁木町立砥の川小学校（1988年閉校）[188]
- 仁木町立然別小学校（1988年閉校）[188]
- 仁木町立大江小学校（2011年[189]仁木町立仁木小学校へ統合）

余市町
- 余市町立桜ヶ丘小学校（1964年）[190]
- 余市町立白岩小学校（1970年余市町立沢町小学校へ統合）[191]
- 余市町立島泊小学校（1972年）
- 余市町立豊浜小学校（1986年沢町小へ統合）[191]
- 余市町立豊丘小学校（2007年沢町小へ統合）[191]
- 余市町立栄小学校（2016年余市町立大川小学校へ統合）[192]

赤井川村
- 赤井川村立落合小学校常盤分校（1969年常盤小から移行、1978年閉校[39]）
- 赤井川村立落合小学校（2001年赤井川村立都小学校へ統合）[注釈 7]

## 空知総合振興局（旧空知支庁）

### 夕張市
- 夕張市立夕張第二小学校（1975年新設の旭小へ統合）[193]
- 夕張市立丁未小学校（同上）[193]
- 夕張市立福住小学校（同上）[193]
- 夕張市立真谷地小学校（1975年真谷地西小へ統合）[194]
- 夕張市立鹿島東小学校（1978年鹿島小へ統合）[195]
- 夕張市立鹿島小学校奥鹿島分校（1956年桜ヶ岡小から改称、1978年鹿島東小から移管、1980年休校、同年6月30日鹿島小へ統合[196]）
- 夕張市立夕張第一小学校（1983年新設の夕張小へ統合）[196]
- 夕張市立旭小学校（同上）[196]
- 夕張市立若菜小学校（1983年新設の若菜中央小へ統合）[151]
- 夕張市立若菜東小学校（同上）[151]
- 夕張市立沼ノ沢小学校（1985年新設の緑小へ統合）[164]
- 夕張市立真谷地西小学校（同上）[164]
- 夕張市立紅葉山小学校（1986年新設ののぞみ小へ統合）[196]
- 夕張市立登川小学校（同上）[196]
- 夕張市立楓小学校（同上）[196]
- 夕張市立清水沢小学校〈初代〉（1989年新設の清水沢小〈2代目〉へ統合）
- 夕張市立清陵小学校（同上）
- 夕張市立南部小学校（1990年新設の幌南小へ統合）
- 夕張市立遠幌小学校（同上）
- 夕張市立鹿の谷小学校（1997年閉校）
- 夕張市立鹿島小学校（1998年閉校）
- 夕張市立富野小学校（2001年閉校）[197]
- 夕張市立幌南小学校（2008年清水沢小〈2代目〉へ統合）[198]
- 夕張市立清水沢小学校〈2代目〉（2011年新設の夕張市立ゆうばり小学校へ統合）[199]
- 夕張市立夕張小学校（同上）[200]
- 夕張市立滝の上小学校（同上）[201]
- 夕張市立若菜中央小学校（同上）[202]
- 夕張市立緑小学校（同上）[203]
- 夕張市立のぞみ小学校（同上）[204]

### 岩見沢市
- 岩見沢市立孫別小学校（1971年1月1日岩見沢市立岩見沢小学校の一部と統合し、新設の岩見沢市立日の出小学校へ統合）[205]
- 岩見沢市立北本町小学校（1972年新設の岩見沢市立第一小学校へ統合）[206]
- 岩見沢市立西川向小学校（同上）[206]
- 岩見沢市立宝水小学校（1972年日の出小へ統合）[205]
- 岩見沢市立御茶の水小学校（1972年協和小の一部[207]・上幌向小と統合し、新設の岩見沢市立第二小学校へ統合）[208]
- 岩見沢市立上幌向小学校（1972年協和小の一部[207]・御茶の水小と統合し、新設の第二小へ統合）[208]
- 岩見沢市立協和小学校（1973年岩見沢市立志文小学校へ統合）[209]
- 岩見沢市立稔小学校（1988年新設の岩見沢市立北真小学校へ統合）[210]
- 岩見沢市立大願小学校（同上）[210]
- 岩見沢市立毛陽小学校（1992年美流渡小へ統合）[211]
- 岩見沢市立朝日小学校（1999年新設の岩見沢市立メープル小学校へ統合）[212]
- 岩見沢市立上志文小学校（同上）[212]
- 岩見沢市立美流渡小学校（2019年メープル小へ統合）[212]
- 岩見沢市立栗沢小学校（2025年岩見沢市立栗沢中学校と共に新設の岩見沢市立くりさわ学舎へ統合）[19]

栗沢町（2006年廃止）
- 栗沢町立上美流渡小学校（1970年美流渡小へ統合）[211]
- 栗沢町立岐阜小学校（1970年栗沢小へ統合）[213]
- 栗沢町立由良小学校（同上）[213]
- 栗沢町立東豊小学校（1972年栗沢小へ統合）[213]
- 栗沢町立茂世丑小学校（1974年栗沢小へ統合）[213]
- 栗沢町立上幌小学校（同上）[213]
- 栗沢町立宮村小学校（1983年美流渡小へ統合）[211]
- 栗沢町立万字小学校（1990年美流渡小へ統合）[211]
- 栗沢町立北斗小学校（1992年栗沢小へ統合）[214]

北村（2006年廃止）
- 北村立北村小学校〈旧〉（1956年赤川小と統合し北村中央小へ）[215]
- 北村立赤川小学校（1956年北村小〈旧〉と統合し北村中央小へ）[215]
- 北村立中央小学校（1997年新設の岩見沢市立北村小学校〈当時：北村立〉へ統合）[216]
- 北村立東小学校（同上）[216]
- 北村立豊正小学校（同上）[216]
- 北村立幌達布小学校（同上）[216]
- 北村立砂浜小学校（同上）[216]

### 美唄市
- 美唄市立盤の沢小学校第一分校（1951年閉校）[217]
- 美唄市立盤の沢小学校第二分校（1953年閉校）[217]
- 美唄市立我路小学校（1961年美唄市立沼東小学校へ統合）[217]
- 美唄市立日東美唄小学校（1967年茶志内中央小へ統合）[217]
- 美唄市立富樫小学校（1969年新設の西美唄小へ統合）[217]
- 美唄市立元村小学校（同上）[217]
- 美唄市立上美唄小学校（同上）[217]
- 美唄市立中美唄小学校（同上）[217]
- 美唄市立旭小学校（1970年9月閉校）[217]
- 美唄市立美唄小学校（1971年新設の美唄市立東小学校へ統合）[217]
- 美唄市立東明小学校（同上）[217]
- 美唄市立開発小学校（1971年中央小開発分教室へ移行、2013年閉校）[217]
- 美唄市立常盤小学校（1972年11月16日休校、1973年閉校[28]）[217]
- 美唄市立沼東小学校（1974年栄小〈のち：東栄小〉へ統合）[104]
- 美唄市立茶志内中央小学校（1978年茶志内小へ統合）[217]
- 美唄市立三井美唄小学校（1979年新設の南美唄小へ統合）[217]
- 美唄市立三井南小学校（同上）[217]
- 美唄市立沼南小学校（1980年新設の光珠内中央小へ統合）[217]
- 美唄市立拓北小学校（同上）[217]
- 美唄市立栄小学校（1981年東小の一部と統合し東栄小へ統合）[217]
- 美唄市立中村小学校（1987年茶志内小へ統合）[217]
- 美唄市立光珠内中央小学校（2009年峰延小へ統合）[217]
- 美唄市立東栄小学校（1953年盤の沢小から栄小へ改称、1981年栄小から改称、2011年東小へ統合）[217]
- 美唄市立西美唄小学校（2013年美唄市立中央小学校へ統合）[217]
- 美唄市立茶志内小学校（2019年中央小へ統合）[218]
- 美唄市立峰延小学校（2020年中央小へ統合）[219]
- 美唄市立南美唄小学校（2021年東小へ統合）[220]

### 芦別市
- 芦別市立川岸小学校（1965年頼城小へ統合）[221]
- 芦別市立高根小学校（1967年10月1日芦別市立芦別小学校へ統合）[35]
- 芦別市立油谷小学校（1971年芦別小へ統合）[221]
- 芦別市立豊岡小学校（1972年黄金小へ統合）[221]
- 芦別市立東黄金小学校（1973年黄金小へ統合）[221]
- 芦別市立旭小学校（1976年芦別小へ統合）[221]
- 芦別市立中の丘小学校（1980年西芦別小へ統合）[221]
- 芦別市立上芦別小学校〈初代〉（1986年新設の芦別市立上芦別小学校〈2代目〉へ統合）[221]
- 芦別市立東芦別小学校（同上）[221]
- 芦別市立滝里小学校（1987年野花南小へ統合）[221]
- 芦別市立滝里小学校泉分校（1948年休校、1990年閉校）[221]
- 芦別市立黄金小学校（1998年芦別小へ統合）[221]
- 芦別市立頼城小学校（2002年西芦別小へ統合）[221]
- 芦別市立新城小学校（2004年芦別小へ統合）[221]
- 芦別市立緑ヶ丘小学校（2011年芦別小へ統合）[221]
- 芦別市立常磐小学校（2014年芦別小へ統合）[221]
- 芦別市立西芦別小学校（2014年上芦別小へ統合）[221]
- 芦別市立野花南小学校（同上）[221]

### 赤平市
- 赤平市立旭丘小学校（1955年百戸小大谷沢分校から改称、1970年閉校）[222]
- 赤平市立住吉小学校（1994年豊里小へ統合）[222]
- 赤平市立幌岡小学校（2002年[222]赤間小へ統合）
- 赤平市立百戸小学校（2005年茂尻小へ統合）[222]
- 赤平市立赤平小学校〈初代〉（2007年住友赤平小・豊里小・赤間小へ分割統合）[222]
- 赤平市立住友赤平小学校（2014年茂尻小へ統合）[222]
- 赤平市立平岸小学校（同上）[222]
- 赤平市立茂尻小学校（2022年新設の赤平市立赤平小学校〈2代目〉へ統合）[223]
- 赤平市立豊里小学校（同上）[223]
- 赤平市立赤間小学校（同上）[223]

### 三笠市
- 三笠市立奔別小学校奔別沢分校（1963年6月1日）[224]
- 三笠市立桂沢小学校（1967年閉校）[225]
- 三笠市立奔別小学校（1973年幾春別小へ統合）[224]
- 三笠市立弥生小学校（1973年幾春別小弥生分教室へ移行、1975年5月31日閉校）[226]
- 三笠市立幾春別小学校幾春別分教室（1975年5月31日閉校）[227]
- 三笠市立清住小学校（1977年美園小新設に伴い閉校）[228]
- 三笠市立幌内小学校〈初代〉（1983年新設の幌内小〈2代目〉へ統合）[229]
- 三笠市立住吉小学校（同上）[229]
- 三笠市立幌内小学校〈2代目〉（2007年三笠市立三笠小学校へ統合）[230]
- 三笠市立美園小学校（2011年三笠小へ統合）[230]
- 三笠市立新幌内小学校（同上）[230]
- 三笠市立幾春別小学校（同上）[230]

三笠町（1957年・三笠市へ市制施行）
- 三笠町立萱野小学校（1952年三笠市立岡山小学校〈当時：三笠町立〉へ統合）[231]
- 三笠町立桂沢小学校菊面沢分校（1956年10月15日）[225]

### 滝川市
- 滝川市立旭沢小学校（1972年[232]滝川市立北辰小学校へ統合）
- 滝川市立北辰小学校（1975年新設の滝川市立江部乙小学校へ統合）[232]
- 滝川市立北辰小学校南分校（同上）[232]
- 滝川市立北辰小学校北分校（同上）[232]
- 滝川市立東陽小学校（同上）[232]
- 滝川市立東栄小学校（2012年滝川市立東小学校へ統合）[232]

### 砂川市
- 砂川市立宮城の沢小学校（1985年砂川市立砂川小学校へ統合）[233]
- 砂川市立一の沢小学校（1987年砂川市立北光小学校へ統合）[233]
- 砂川市立江陽小学校（石狩小から改称、1989年砂川市立豊沼小学校へ統合）[233]
- 砂川市立富平小学校（1989年砂川市立空知太小学校へ統合）[233]
- 砂川市立中央小学校〈旧〉（1991年新設の砂川市立中央小学校へ統合）[233]
- 砂川市立焼山小学校（同上）[233]

### 歌志内市
- 歌志内市立新歌小学校[234]（1963年閉校）
- 歌志内市立文珠小学校（1979年新設の西小〈当時：神威小〉へ統合）[27]
- 歌志内市立神威小学校（同上）[27]
- 歌志内市立上歌小学校（1981年歌志内小〈初代〉へ統合）[158]
- 歌志内市立歌志内小学校〈初代〉（1984年新設の歌志内小〈2代目〉へ統合）[235]
- 歌志内市立中央小学校（同上）[235]
- 歌志内市立歌志内小学校〈2代目〉（2010年新設の歌志内小〈3代目〉へ統合）[236]
- 歌志内市立西小学校（1979年12月1日神威小から改称[237]、2010年新設の歌志内小〈3代目〉へ統合）[236]
- 歌志内市立歌志内小学校〈2代目〉（2021年歌志内市立歌志内中学校と統合し歌志内市立歌志内学園へ移行）[238]

### 深川市
- 深川市立内園小学校（1963年深川市立納内小学校へ統合）[239]
- 深川市立納内小学校尚武山分校（同上）[239]
- 深川市立菊水小学校（1993年深川市立深川小学校へ統合）[240]
- 深川市立向陽小学校（1993年深川市立音江小学校へ統合。校舎跡は「ぬくもりの里芸術文化交流施設向陽館」として転用され、2003年に文部科学省の「廃校リニューアル50選」に選定された[241]。）
- 深川市立住吉小学校（1994年納内小へ統合）[239]
- 深川市立菊丘小学校（同上）[239]
- 深川市立入志別小学校（1995年深川市立一己小学校へ統合）[242]
- 深川市立多度志小学校〈初代〉（1997年統合により深川市立多度志小学校〈2代目〉へ）[243]
- 深川市立幌成小学校（同上）[243]
- 深川市立鷹泊小学校（同上）[243]

多度志町（1970年廃止）
- 多度志町立湯内小学校（1966年多度志小〈初代〉へ統合）
- 多度志町立宇摩小学校（1967年多度志小〈初代〉へ統合）

### 空知郡（南幌町、奈井江町、上砂川町）
南幌町
- 南幌町立鶴城小学校（1970年南幌小〈初代〉へ統合）[244]
- 南幌町立晩翠小学校（1972年南幌小〈初代〉へ統合）[244]
- 南幌町立東幌小学校（1972年南幌小〈初代〉東幌分教場となり、1973年廃校）[244]
- 南幌町立南幌小学校〈初代〉（2012年統合により南幌町立南幌小学校〈2代目〉へ）[244]
- 南幌町立夕張太小学校（同上）[244]
- 南幌町立みどり野小学校（同上）[244]

奈井江町
- 奈井江町立白山小学校〈初代〉（1962年新設の白山小〈2代目〉へ統合）
- 奈井江町立三井奈井江小学校（同上）
- 奈井江町立東奈井江小学校（1974年奈井江小〈初代〉へ統合）[245]
- 奈井江町立住友奈井江小学校（1974年奈井江小〈初代〉へ統合）[245]
- 奈井江町立高島小学校（1975年新設の江南小へ統合）[246]
- 奈井江町立南小学校（同上）[246]
- 奈井江町立白山小学校〈2代目〉（1988年奈井江小〈初代〉へ統合）[245]
- 奈井江町立奈井江小学校〈初代〉（2013年新設の奈井江町立奈井江小学校〈2代目〉へ統合）[155]
- 奈井江町立江南小学校（同上）[155]

上砂川町
- 上砂川町立上砂川小学校〈初代〉（1982年新設の上砂川小〈2代目〉へ統合）[48]
- 上砂川町立東小学校（同上）[48]
- 上砂川町立若生小学校（1991年新設の上砂川町立中央小学校へ統合）[247]
- 上砂川町立下鶉小学校（同上）[247]
- 上砂川町立上砂川小学校〈2代目〉（1994年中央小へ統合）[247]

### 夕張郡（由仁町、長沼町、栗山町）
由仁町
- 由仁町立由仁小学校〈初代〉（1976年新設の由仁小〈2代目〉へ統合）[146]
- 由仁町立岩内小学校（同上）[146]
- 由仁町立古山小学校（同上）[146]
- 由仁町立三川小学校〈旧〉（1976年新設の三川小へ統合）[146]
- 由仁町立東三川小学校（同上）[146]
- 由仁町立川端小学校（2012年三川小へ統合）[248]
- 由仁町立由仁小学校 〈2代目〉（2017年新設の由仁小〈3代目〉へ統合）[249]
- 由仁町立三川小学校（同上）[249]

長沼町
- 長沼町立長沼小学校〈旧〉（1969年新設の北長沼小へ統合）[250]
- 長沼町立長沼第一小学校（同上）[250]
- 長沼町立長沼第二小学校（同上）[250]
- 長沼町立長沼第五小学校（1971年閉校）
- 長沼町立長沼第三小学校（1975年新設の南長沼小へ統合）[194]
- 長沼町立長沼西南小学校（同上）[251]
- 長沼町立長沼第四小学校（1977年1月1日南長沼小へ統合）[252]
- 長沼町立長沼中央小学校（2020年新設の長沼町立長沼小学校へ統合）[253]
- 長沼町立北長沼小学校（同上）[253]
- 長沼町立南長沼小学校（同上）[253]
- 長沼町立西長沼小学校（同上）[253]
- 長沼町立長沼舞鶴小学校（同上）[253]

栗山町
- 栗山町立御園小学校（1979年南学田小へ統合）[254]
- 栗山町立南学田小学校（1981年新設の栗山町立継立小学校へ統合）[254]
- 栗山町立日出小学校（同上）[254]
- 栗山町立円山小学校（同上）[254]
- 栗山町立緑丘小学校（1982年雨煙別小へ統合）[255]
- 栗山町立滝下小学校（1982年継立小へ統合）[48]
- 栗山町立桜山小学校（1987年継立小[254]と栗山町立栗山小学校[256]へ分割統合）
- 栗山町立杵臼小学校（1997年継立小[254]と栗山町立角田小学校[257]へ分割統合）
- 栗山町立雨煙別小学校（1998年栗山小へ統合）[256]

### 樺戸郡（月形町、浦臼町、新十津川町）
月形町
- 月形町立紅葉谷小学校（1953年月形小紅葉谷分校から独立、1963年閉校）[258]
- 月形町立雁里小学校（1968年閉校し、児童は北村立豊正小学校へ通学）[35]
- 月形町立中野小学校（1974年月形町立月形小学校へ統合）[104]
- 月形町立昭栄小学校（1956年月形小篠津分校から独立、2004年月形小へ統合）[258]
- 月形町立知来乙小学校（2006年月形小へ統合）[258]
- 月形町立中和小学校（同上）[258]
- 月形町立札比内小学校（2012年月形小へ統合）[258]

浦臼町
- 浦臼町立鶴沼小学校於札内分教場（1964年）
- 浦臼町立鶴沼小学校（1995年）[259]
- 浦臼町立晩生内小学校（1995年）[260]

新十津川町
- 新十津川町立士寸小学校（1968年大和小へ統合）[261]
- 新十津川町立北美沢小学校（上尾白利加小から改称、1968年新十津川小〈初代〉へ統合）[261]
- 新十津川町立上吉野小学校（1968年留久小から改称、1970年吉野小へ統合）[261]
- 新十津川町立北幌加小学校（1972年幌加小へ統合）[261]
- 新十津川町立新十津川小学校〈初代〉（1981年新設の新十津川小〈2代目〉へ統合）[261]
- 新十津川町立上総進小学校（1968年日進小から改称、1981年新設の新十津川小〈2代目〉へ統合）[261]
- 新十津川町立総進小学校（1968年総富地小から改称、1981年新設の新十津川小〈2代目〉へ統合）[261]
- 新十津川町立幌加小学校（1968年幌南小から改称、1983年吉野小へ統合）[261]
- 新十津川町立学園小学校（1983年新十津川小〈2代目〉へ統合）[261]
- 新十津川町立美沢小学校（盤之沢小から改称、1973年大和小学校美沢分校となるもそのまま休校、1984年10月31日閉校[164]）
- 新十津川町立新十津川小学校〈2代目〉（2009年新設の新十津川町立新十津川小学校〈3代目〉へ統合）[261]
- 新十津川町立花月小学校（同上）[261]
- 新十津川町立大和小学校（同上）[261]
- 新十津川町立吉野小学校（同上）[261]

### 雨竜郡（妹背牛町、秩父別町、雨竜町、北竜町、沼田町）
妹背牛町
- 妹背牛町立大鳳小学校（1967年妹背牛町立妹背牛小学校へ統合）[注釈 8]
- 妹背牛町立新千代小学校（1971年12月24日妹背牛小へ統合）
- 妹背牛町立小藤小学校（1971年12月28日妹背牛小へ統合）

秩父別町
- 秩父別町立秩父別中央小学校（1964年4月30日秩父別西小と統合し秩父別町立秩父別小学校へ）[263][注釈 9]
- 秩父別町立秩父別西小学校（1964年4月30日秩父別中央小と統合し秩父別小へ）[263]
- 秩父別町立秩父別東小学校（1965年4月30日秩父別小へ統合）[263]
- 秩父別町立秩父別北小学校（同上）[263]

雨竜町
- 雨竜町立雨竜橋小学校[264]（1969年）
- 雨竜町立川上小学校[264]（1970年雨竜町立雨竜小学校へ統合）[注釈 10]
- 雨竜町立牧岡小学校[264]（同上）
- 雨竜町立渭の津小学校[264]（同上）
- 雨竜町立国領小学校（1972年）[264]

北竜町
- 北竜町立小豆沢小学校（1970年北竜町立真竜小学校へ統合）[265]
- 北竜町立竜西小学校（1971年真竜小へ統合）[265]
- 北竜町立美葉牛小学校（1982年真竜小へ統合）[265]
- 北竜町立碧水小学校（2003年真竜小へ統合）[265]

沼田町
- 沼田町立幌新小学校（1967年恵比島小へ統合）[266]
- 沼田町立昭和小学校（1969年閉校）[266]
- 沼田町立浅野小学校（1970年閉校）[266]
- 沼田町立真布小学校（1972年沼田町立沼田小学校へ統合）[266]
- 沼田町立開成小学校（同上）[266]
- 沼田町立奔竜小学校（同上）[266]
- 沼田町立北竜小学校（1974年沼田小へ統合）[266]
- 沼田町立共成小学校（同上）[266]
- 沼田町立恵比島小学校（1977年沼田小へ統合）[266]

## 上川総合振興局（旧上川支庁）

### 旭川市
- 旭川市立中園小学校（1970年旭川市立江丹別小中学校へ統合）[267]
- 旭川市立中央小学校（1970年大成小と統合し旭川市立知新小学校へ）[268]
- 旭川市立大成小学校（1970年中央小と統合し知新小へ）[268]
- 旭川市立春日小学校（1973年）[269]
- 旭川市立旭川第六小学校（1984年旭川第一小へ統合）[270]
- 旭川市立就実小学校（1991年[271]）
- 旭川市立日新小学校（1991年知新小へ統合）[268]
- 旭川市立近文第四小学校（1997年旭川市立近文第二小学校へ統合）[272]
- 旭川市立上雨紛小学校（2000年[271]）
- 旭川市立旭川第七小学校（2002年）[273]
- 旭川市立近文第三小学校（2005年近文第二小へ統合）[272]
- 旭川市立旭川第四小学校（2006年旭川市立旭川第五小学校へ統合）[274]
- 旭川市立豊里小学校（2006年旭川市立神居小学校へ統合）[275]
- 旭川市立神居古潭小学校（2007年[276]）
- 旭川市立聖和小学校（2016年旭川市立西神楽小学校へ統合）[277]
- 旭川市立千代ヶ岡小学校（2019年西神楽小へ統合）[277]
- 旭川市立旭川第二小学校（2020年旭川市立旭川小学校へ統合）[278]
- 旭川市立旭川第一小学校（2023年旭川小へ統合）[278]
- 旭川市立嵐山小学校（2025年旭川市立忠和小学校へ統合）[19]

神楽町（1968年廃止）
- 神楽町立西神楽中央小学校（1956年5月1日西神楽小へ統合）[277]

### 士別市
- 士別市立下士別小学校（2013年士別市立士別小学校へ統合）[279]
- 士別市立武徳小学校（同上）[279]
- 士別市立中多寄小学校（2013年士別市立多寄小学校へ統合）[279]
- 士別市立中士別小学校（2018年士別小へ統合）[279]
- 士別市立士別西小学校（2019年士別小と士別市立士別南小学校へ分割統合）[279]

士別市〈旧〉（2005年廃止）
- 士別市立成美小学校（1968年士別市立上士別小学校へ統合）[279]
- 士別市立東陽小学校（1968年多寄小へ統合）[279]
- 士別市立北静川小学校（1968年士別市立温根別小学校へ統合）[279]
- 士別市立川南小学校（1969年上士別小へ統合）[279]
- 士別市立大和小学校（同上）[279]
- 士別市立三郷小学校（同上）[279]
- 士別市立南士別小学校（1970年士別南小へ統合）[279]
- 士別市立南沢小学校（1970年上士別小へ統合）[279]
- 士別市立大英小学校（同上）[279]
- 士別市立湖南小学校（北温小湖南分校から改称、1970年閉校）[279]
- 士別市立川西小学校（1972年士別南小へ統合）[279]
- 士別市立仲線小学校（1973年温根別小へ統合）[279]
- 士別市立伊文小学校（1974年9月30日閉校）[279]
- 士別市立西士別小学校（1989年士別市立士別西小学校へ統合）[279]
- 士別市立北温小学校（1998年温根別小へ統合）[279]
- 士別市立兼内小学校（2000年上士別小へ統合）[279]
- 士別市立白山小学校（2000年温根別小へ統合）[279]

朝日町（2005年廃止）
- 朝日町立上似小学校（1966年12月1日）[279]
- 朝日町立似峡小学校（1967年閉校）[279]
- 朝日町立茂志利小学校（1987年休校、1997年閉校）[279]
- 朝日町立三栄小学校（1990年休校、1997年閉校）[279]
- 朝日町立壬子小学校（1991年休校、1997年閉校）[279]
- 朝日町立登和里小学校（1994年休校、1997年閉校）[279]

### 名寄市
- 名寄市立風連日進小学校（2013年名寄市立風連中央小学校へ統合）[280]
- 名寄市立東風連小学校（2016年風連中央小へ統合）[280]
- 名寄市立豊西小学校（2016年名寄市立名寄南小学校と名寄市立名寄西小学校へ分割統合）[281]
- 名寄市立風連下多寄小学校（2019年風連中央小へ統合）[280]
- 名寄市立智恵文小学校（2024年名寄市立智恵文中学校と統合し名寄市立智恵文小中学校へ移行）[282]

名寄市〈旧〉（2006年廃止）
- 名寄市立名寄小学校内淵分校（1954年閉校）[283]
- 名寄市立東小学校御園分校（1968年3月27日閉校）[284]
- 名寄市立曙小学校（1970年名寄南小へ統合）[281]
- 名寄市立共和小学校（同上）[281]
- 名寄市立智東小学校（1972年1月名寄南小へ統合）[281]
- 名寄市立智西小学校（1977年智恵文小へ統合）[285]
- 名寄市立北山小学校（同上）[285]
- 名寄市立弥生小学校（1978年名寄南小へ統合）[281]
- 名寄市立瑞穂小学校（1978年名寄西小へ統合）[286]
- 名寄市立智南小学校（1979年名寄西小へ統合）[286]
- 名寄市立智北小学校（1982年智恵文小へ統合）[285]
- 名寄市立日進小学校（1984年名寄市立名寄小学校へ統合）[286]

風連町（2006年廃止）
- 風連町立忠烈布小学校（1964年東風連小へ統合）[286]
- 風連町立風連小学校（1971年新設の風連中央小へ統合）[280]
- 風連町立旭小学校（同上）[280]
- 風連町立東生小学校（1971年風連日進小へ統合）[286]
- 風連町立西風連小学校（1995年風連下多寄小へ統合）[287]

### 富良野市
- 富良野市立八幡丘小学校（1973年富良野市立富良野小学校の一部・富良野市立扇山小学校の一部と統合し、新設の富良野市立東小学校へ）[288]
- 富良野市立三の山小学校（1976年西達布小へ統合）[289]
- 富良野市立島ノ下小学校（1981年富良野小へ統合）[290]
- 富良野市立東山小学校（1981年新設の樹海東小と樹海西小へ分割統合）[158]
- 富良野市立西達布小学校（1981年新設の樹海東小へ統合）[158]
- 富良野市立老節布小学校（1981年新設の樹海西小へ統合）[158]
- 富良野市立平沢小学校（同上）[158]
- 富良野市立山部第二小学校（1995年閉校）
- 富良野市立樹海西小学校（2007年新設の樹海小へ統合）[289]
- 富良野市立樹海東小学校（同上）[289]
- 富良野市立山部第一小学校（2008年富良野市立山部小学校へ統合）[154][注釈 11]
- 富良野市立樹海小学校（2022年富良野市立樹海中学校と統合し義務教育学校の富良野市立樹海学校へ移行）[291]
- 富良野市立布札別小学校（2023年東小へ統合）[292]
- 富良野市立布部小学校（2024年富良野小と扇山小へ分割統合）[81]

富良野町（1966年・富良野市へ市制施行）
- 富良野町立育良小学校（1958年12月25日布部小へ統合）[293]
- 富良野町立布部小学校上御料分校（1958年育良小上御料分校から移管、閉校時期不詳）[294]

### 上川郡（鷹栖町、東神楽町、当麻町、比布町、愛別町、上川町、東川町、美瑛町）
鷹栖町
- 鷹栖町立知遠別小学校（1962年北斗小へ統合）[295]
- 鷹栖町立鷹栖大成小学校（1972年鷹栖町立鷹栖小学校へ統合）[296]
- 鷹栖町立維文小学校（1975年北成小へ統合）[194]
- 鷹栖町立北成小学校（1998年鷹栖小へ統合）[296]
- 鷹栖町立鷹栖中央小学校（2001年鷹栖小へ統合）[296]
- 鷹栖町立北斗小学校（2002年鷹栖小へ統合）[296]

東神楽町
- 東神楽町立東聖小学校聖台分校（1977年東神楽町立東神楽小学校へ統合）[297]
- 東神楽町立忠栄小学校（2021年東神楽小へ統合）[298]

東神楽村（1966年・東神楽町へ町制施行）
- 東神楽村立八千代小学校（1960年東神楽小へ統合）[297]
- 東神楽村立稲荷小学校（1962年東神楽小へ統合）[297]

当麻町
- 当麻町立当麻東小学校（1968年当麻町立当麻小学校へ統合）[35]
- 当麻町立緑郷小学校（1998年当麻小へ統合）[299]
- 当麻町立北星小学校（2003年当麻小へ統合）[299]
- 当麻町立伊香牛小学校（2005年当麻小へ統合）[299]
- 当麻町立開明小学校（2007年当麻小へ統合）[299]

比布町
- 比布町立比布小学校（1965年統合により中央小へ）[300]
- 比布町立比布小学校西分校（同上）[300]
- 比布町立東園小学校（同上）[300]
- 比布町立南小学校（1966年中央小へ統合）[300]
- 比布町立蘭留小学校北門分校（1969年）
- 比布町立蘭留小学校（2009年中央小へ統合）[300]
- 比布町立中央小学校（2022年比布町立比布中学校と統合し比布町立比布中央学校へ移行）[53]

愛別町
- 愛別町立旭山小学校（1982年愛別町立愛別小学校へ統合）[48]
- 愛別町立愛山小学校（2010年愛別小へ統合）[301]
- 愛別町立中里小学校（同上）[301]
- 愛別町立協和小学校（同上）[301]

上川町
- 上川町立旭ヶ丘小学校（1972年閉校）
- 上川町立中越小学校（1973年閉校）
- 上川町立天幕小学校（1976年上川町立上川小学校へ統合）[146]
- 上川町立白川小学校（1979年上川小へ統合）[27]
- 上川町立菊水小学校（1980年[302]上川小へ統合[158]）
- 上川町立越路小学校（1981年上川小へ統合）[158]
- 上川町立清川小学校（1983年休校、1991年6月20日閉校）[28]
- 上川町立東雲小学校（2007年上川小へ統合）[120][注釈 12]
- 上川町立層雲峡小学校（2010年上川小へ統合）[301]

東川町
- 東川町立東川第五小学校（1983年東川町立東川第二小学校へ統合）[151]
- 東川町立東川第四小学校（1987年閉校）[303]

美瑛町
- 美瑛町立美馬牛小学校〈旧〉（1957年新設の美瑛町立美馬牛小学校へ統合）[304]
- 美瑛町立新星小学校（同上）[304]
- 美瑛町立東瑛小学校（1971年美瑛町立美瑛小学校の一部および美瑛町立千代田小学校と統合し、新設の美瑛町立美瑛東小学校へ統合）[305]
- 美瑛町立千代田小学校（1971年美瑛小の一部および美瑛町立東瑛小学校と統合し、新設の美瑛東小へ統合）[305]
- 美瑛町立美園小学校（1971年閉校）
- 美瑛町立美開小学校（西美小美開分校から独立、1972年閉校）
- 美瑛町立美聖小学校（1982年美瑛町立美沢小学校へ統合）[306]
- 美瑛町立忠別小学校（1988年閉校）
- 美瑛町立二股小学校（1990年美馬牛小〈新〉へ統合）[304]
- 美瑛町立宇莫別小学校（2004年休校）[19]
- 美瑛町立西美小学校（2005年4月1日休校、同年8月25日閉校[307]）
- 美瑛町立俵真布小学校（2006年4月1日休校、同年8月31日美瑛町立明徳小学校へ統合）[308]
- 美瑛町立置杵牛小学校（2003年休校、2008年[309]美瑛東小へ統合）[120][154]
- 美瑛町立美田小学校（2005年休校し児童は美瑛小へ通学[310]、2010年6月23日閉校[311]）
- 美瑛町立北瑛小学校（2006年休校[312]、2014年美瑛小へ統合[310]）
- 美瑛町立旭小学校（2009年休校し児童は美瑛小へ通学[310]、2014年閉校[313]）
- 美瑛町立美進小学校（2016年休校し児童は美瑛小へ通学[310]、2017年6月23日閉校）
- 美瑛町立五稜小学校（2005年休校[120]し児童は美瑛小へ通学[310]、2022年閉校[53]）

### 空知郡（上富良野町、中富良野町、南富良野町）
上富良野町
- 上富良野町立旭野小学校（1962年上富良野町立上富良野小学校へ統合）[314]
- 上富良野町立創成小学校（1967年上富良野小の一部および江花小と統合し上富良野町立上富良野西小学校へ）[315]
- 上富良野町立江花小学校（1967年上富良野小の一部および創成小と統合し上富良野西小へ）[315]
- 上富良野町立里仁小学校（1973年上富良野西小へ統合）[315]
- 上富良野町立日新小学校（1979年上富良野西小へ統合）[315]
- 上富良野町立清富小学校（2006年上富良野西小へ統合）[315]
- 上富良野町立江幌小学校（2015年上富良野西小へ統合）[315]

中富良野町
- 中富良野町立奈江小学校（1981年中富良野町立中富良野小学校へ統合）[316]
- 中富良野町立新田中小学校（1990年中富良野小へ統合）[316]
- 中富良野町立南中小学校（2016年[317]中富良野小へ統合）
- 中富良野町立本幸小学校（2019年[318]中富良野小へ統合）
- 中富良野町立宇文小学校（2024年中富良野小へ統合）[81]
- 中富良野町立旭中小学校（2025年中富良野小へ統合）[19]
- 中富良野町立西中小学校（同上）[19]

南富良野町
- 南富良野町立鹿越小学校（1966年閉校）[319]
- 南富良野町立東鹿越小学校（2000年幾寅小へ統合）[320]
- 南富良野町立北落合小学校（2014年統合により南富良野町立南富良野小学校へ）[321]
- 南富良野町立落合小学校（同上）[321]
- 南富良野町立幾寅小学校（同上）[321]
- 南富良野町立金山小学校（2016年下金山小と統合し南富良野町立南富良野西小学校へ）[322]
- 南富良野町立下金山小学校（2016年金山小と統合し南富良野西小へ）[322]

### 勇払郡（占冠村）
- 占冠村立湯ノ沢小学校（1963年占冠小へ統合）[323]
- 占冠村立下苫鵡小学校ホロカ分校（1970年閉校）[323]
- 占冠村立新入小学校（1975年閉校）[323]
- 占冠村立下苫鵡小学校（1977年トマム小へ統合）[182]
- 占冠村立双珠別小学校（1997年閉校）[323]
- 占冠村立占冠小学校（2005年[324]占冠村立占冠中央小学校へ統合）
- 占冠村立トマム小学校（2017年占冠村立トマム中学校と統合し占冠村立トマム学校へ移行）[325]

### 上川郡（和寒町、剣淵町、下川町）
和寒町
- 和寒町立塩狩小学校（1969年和寒町立和寒小学校へ統合）[326]
- 和寒町立朝日小学校（1970年和寒小へ統合）[326]
- 和寒町立東陵小学校（1971年和寒小へ統合）[326]
- 和寒町立東和小学校（1976年和寒小へ統合）[326]
- 和寒町立福原小学校（2000年[327]）
- 和寒町立大成小学校（2003年和寒小へ統合）[326]
- 和寒町立西和小学校（同上）[326]
- 和寒町立三和小学校（2004年和寒小へ統合）[326]
- 和寒町立北原小学校（2005年和寒小へ統合）[326]
- 和寒町立中和小学校（同上）[326]

剣淵町
- 剣淵町立剣淵小学校〈旧〉（1972年統合により剣淵町立剣淵小学校〈新〉へ）[328]
- 剣淵町立東剣淵小学校（同上）[328][注釈 13]
- 剣淵町立西岡小学校（同上）[328]
- 剣淵町立東静川小学校（同上）[328]
- 剣淵町立南剣淵小学校（1974年）
- 剣淵町立西原小学校（1978年剣淵小へ統合）[39]

下川町
- 下川町立開成小学校（1972年下川町立下川小学校へ統合）[330]
- 下川町立二の橋小学校（同上）[330]
- 下川町立渓和小学校（同上）[330]
- 下川町立珊瑠小学校（同上）[330]
- 下川町立菱光小学校（1983年休校、1991年閉校）[28]
- 下川町立上名寄小学校（2002年休校[330]、2004年閉校[28]）
- 下川町立一の橋小学校（2002年休校[330]、2006年閉校[28]）

### 中川郡（美深町、音威子府村、中川町）
美深町
- 美深町立御車小学校（1961年恩根内小へ統合）
- 美深町立辺渓小学校（1964年美深町立美深小学校へ統合）[331]
- 美深町立楠小学校（1965年恩根内小へ統合）[332]
- 美深町立公徳小学校（1975年恩根内小へ統合）[194]
- 美深町立斑渓小学校（1976年美深第二小へ統合）[146]
- 美深町立美深第二小学校（1977年美深小へ統合）[182]
- 美深町立清水小学校（1981年恩根内小へ統合）[332]
- 美深町立玉川小学校（1984年美深小へ統合）[331]
- 美深町立厚生小学校（1999年美深小へ統合）[331]
- 美深町立恩根内小学校（2008年美深小へ統合）[331]

音威子府村
- 音威子府村立常盤小学校（1972年咲来小へ統合）[333]
- 音威子府村立上音威子府小学校（1975年音威子府村立音威子府小学校へ統合）[333]
- 音威子府村立物満内小学校（1963年上物満内小から改称、1975年筬島小へ統合[194]）
- 音威子府村立筬島小学校（1962年物満内小から改称、1978年音威子府小へ統合）[333]
- 音威子府村立咲来小学校（2007年音威子府小へ統合）[333]

中川町
- 中川町立幸小中学校（1963年閉校）[334]
- 中川町立神路小学校（1965年閉校）[334]
- 中川町立歌内小学校（1974年2月新設の中川町立中央小学校へ統合）[335]
- 中川町立国府小学校（同上）[335]
- 中川町立大富小学校（同上）[335]
- 中川町立中川小学校（同上）[335]
- 中川町立板谷小学校（1974年12月31日閉校）[194]
- 中川町立共和小学校（1985年休校、1991年閉校）[28]
- 中川町立佐久小学校（2006年中央小へ統合）[335]

### 雨竜郡（幌加内町）
- 幌加内町立蕗之台小学校（母子里小蕗之台分校に改称、1962年閉校）
- 幌加内町立豊富小学校（1972年休校、1973年閉校）[28]
- 幌加内町立雨煙別小学校（1974年[104]幌加内町立幌加内小学校へ統合）
- 幌加内町立共栄小学校（1978年朱鞠小共栄分校に移行[39]、1980年閉校[68]）
- 幌加内町立長留内小学校（1980年幌加内小へ統合）[68]
- 幌加内町立母子里小学校（1990年休校、1993年閉校）[28]
- 幌加内町立添牛内小学校（2000年[336]幌加内町立朱鞠内小学校へ統合）[注釈 14]
- 幌加内町立沼牛小学校（2002年閉校）
- 幌加内町立政和小学校（2007年[337]幌加内小へ統合）
- 幌加内町立朱鞠内小学校（2025年休校）[19]

## 留萌振興局（旧留萌支庁）

### 留萌市
- 留萌市立豊平小学校（1959年留萌市立峠下小学校豊平分校から独立、1971年閉校）[338]
- 留萌市立中幌糠小学校（1971年幌糠小中幌糠分校へ移行、1983年閉校[339]）
- 留萌市立峠下小学校（1989年幌糠小へ統合）[338]
- 留萌市立樽真布小学校（1992年[339]幌糠小へ統合）
- 留萌市立藤山小学校（2003年留萌市立潮静小学校へ統合）[340]
- 留萌市立礼受小学校（2006年沖見小へ統合）[341]
- 留萌市立三泊小学校（2011年留萌市立港北小学校へ統合）[341]
- 留萌市立沖見小学校（2013年留萌市立留萌小学校へ統合）[342]
- 留萌市立幌糠小学校（2014年潮静小へ統合）[340]

### 増毛郡（増毛町）
- 増毛町立歩古丹小学校（1971年閉校）[343]
- 増毛町立新信砂小学校（1974年信砂小新信砂分校へ移行、1976年閉校）[343]
- 増毛町立信砂御料小学校（1977年信砂小へ統合）[343]
- 増毛町立岩老小学校（1987年雄冬小へ統合）[343]
- 増毛町立雄冬小学校（2002年増毛町立増毛小学校へ統合）[343]
- 増毛町立信砂小学校（2006年舎熊小へ統合）[343]
- 増毛町立別苅小学校（2015年[344]増毛小へ統合）
- 増毛町立阿分小学校（2015年[344]増毛小へ統合）
- 増毛町立舎熊小学校（2016年増毛小へ統合）[345]

### 留萌郡（小平町）
- 小平町立東和小学校（1963年滝下小から改称、1968年達布小へ統合）[346]
- 小平町立大椴小学校（1969年小平町立小平小学校へ統合）[347]
- 小平町立沖内小学校（1971年本郷小へ統合）[346]
- 小平町立川上小学校（1974年閉校）[346]
- 小平町立富岡小学校（1978年閉校）[39]
- 小平町立折真布小学校（1980年本郷小へ統合）[346]
- 小平町立豊浜小学校（1981年小平町立鬼鹿小学校へ統合）[346]
- 小平町立達布小学校（2005年小平小へ統合）[347]
- 小平町立本郷小学校（2006年小平小へ統合）[347]
- 小平町立寧楽小学校（2007年小平小へ統合）[347]
- 小平町立臼谷小学校（2008年小平小へ統合）[347]

小平村（1966年・小平町へ町制施行）
- 小平村立上記念別小学校（1949年小平町立東和小学校〈当時：小平村立滝下小学校〉へ統合）
- 小平村立住吉小学校（1951年閉校）
- 小平村立新生小学校（1949年達布小新生分校から独立、1953年閉校）[346]
- 小平村立花岡小学校（1960年小平小へ統合）[347]
- 小平村立達布小学校瑞穂分校（1964年閉校）[346]

### 苫前郡（苫前町、羽幌町、初山別村）
苫前町
- 苫前町立豊浦小学校（1966年苫前町立苫前小学校へ統合）[348]
- 苫前町立長島小学校（1967年苫前小[348]と苫前町立古丹別小学校[349]へ分割統合）
- 苫前町立岩見小学校（1968年古丹別小へ統合）[349]
- 苫前町立九重小学校（1969年古丹別小へ統合）[349]
- 苫前町立小川小学校（同上）[349]
- 苫前町立上平小学校（1971年苫前小へ統合）[348]
- 苫前町立東川小学校（1971年古丹別小へ統合）[349]
- 苫前町立霧立小学校（1975年[350]古丹別小へ統合）
- 苫前町立三渓小学校（1990年古丹別小へ統合）[349]
- 苫前町立力昼小学校（2005年苫前小へ統合）[348]

羽幌町
- 羽幌町立上築別小学校（1960年9月30日築別小と統合し幌北小へ）[351]
- 羽幌町立築別小学校（1960年9月30日上築別小と統合し幌北小へ）[351]
- 羽幌町立似軽巣小学校（1958年10月1日築別小の一部と統合し光洋小〈当時：汐見小〉へ）[352]
- 羽幌町立平小学校（1965年羽幌中央小へ統合）[353]
- 羽幌町立旭ヶ丘小学校（1971年5月31日）[354]
- 羽幌町立太陽小学校（1971年5月31日）[355]
- 羽幌町立上羽幌小学校（1971年10月31日羽幌中央小へ統合）[356]
- 羽幌町立曙小学校（1990年幌北小へ統合）[357]
- 羽幌町立朝日小学校（1992年羽幌町立羽幌小学校へ統合）[358]
- 羽幌町立羽幌中央小学校（2000年羽幌小へ統合）[353]
- 羽幌町立光洋小学校（2001年羽幌小へ統合）[352]
- 羽幌町立幌北小学校（2005年[359]羽幌小へ統合）

初山別村
- 初山別村立豊岬小学校明里分校（1968年閉校）[35]
- 初山別村立大沢小学校（1969年豊岬小へ統合）
- 初山別村立栄小学校（1972年初山別村立初山別小学校へ統合）[注釈 15]
- 初山別村立東山小学校（1978年有明小へ統合）[39]
- 初山別村立有明小学校（2010年初山別小へ統合）[301]
- 初山別村立豊岬小学校（2014年初山別小へ統合）[175]

### 天塩郡（遠別町、天塩町）
遠別町
- 遠別町立久光小学校（1968年遠別町立遠別小学校へ統合）[360]
- 遠別町立正修小学校（1968年閉校）
- 遠別町立北里小学校（1969年遠別小へ統合）[360]
- 遠別町立啓明小学校（1972年遠別小へ統合）[360]
- 遠別町立東野小学校（1974年中央小へ統合）[104]
- 遠別町立金浦小学校（1978年遠別小へ統合）[360]
- 遠別町立丸松小学校（1982年遠別小へ統合）[360]
- 遠別町立大成小学校（1981年中央小大成分校へ移行、1982年中央小へ統合[48]）
- 遠別町立歌越小学校（1988年遠別小へ統合）[360]
- 遠別町立中央小学校（1999年遠別小へ統合）[360]
- 遠別町立清川小学校（2000年遠別小へ統合）[360]

天塩町
- 天塩町立産士小学校（1985年天塩町立天塩小学校へ統合）[164]
- 天塩町立泉源小学校（1992年[361]啓徳小へ統合）
- 天塩町立幌萌小学校（1998年[361]啓徳小へ統合）
- 天塩町立男能富小学校（1998年[361]啓徳小へ統合）
- 天塩町立円山小学校（1999年[361]天塩小へ統合）
- 天塩町立振老小学校（2001年[361]天塩小へ統合）
- 天塩町立川口小学校（2002年[362]天塩小へ統合）
- 天塩町立北産士小学校（2007年天塩小へ統合）[363]
- 天塩町立更岸小学校（2012年天塩小へ統合）[364]
- 天塩町立啓徳小学校（2025年天塩小へ統合）[19]

## 宗谷総合振興局（旧宗谷支庁）

### 稚内市
- 稚内市立三井沢小学校（1964年閉校）
- 稚内市立稚内小学校（1967年新設の稚内市立稚内中央小学校へ統合）[365][注釈 16]
- 稚内市立稚内北小学校（同上）[365]
- 稚内市立峰岡小学校（1969年閉校）
- 稚内市立上増幌小学校（1974年[104]増幌小〈初代〉へ統合）
- 稚内市立増幌小学校〈初代〉（1982年新設の増幌小〈2代目〉へ統合）[366]
- 稚内市立恵北小学校（同上）[366]
- 稚内市立夕来小中学校（1985年閉校）[367]
- 稚内市立更喜苫内小学校（2001年稚内市立潮見が丘小学校へ統合）[368]
- 稚内市立沼川小学校（2002年新設の稚内市立天北小中学校へ統合）[368]
- 稚内市立曲渕小学校（同上）[368]
- 稚内市立樺岡小学校（同上）[368]
- 稚内市立豊別小学校（同上）[368]
- 稚内市立上修徳小学校（同上）[368]
- 稚内市立上声問小学校（同上）[368]
- 稚内市立曙小学校（同上）[368]
- 稚内市立抜海小学校（2007年稚内市立稚内南小学校へ統合）[368]
- 稚内市立東浦小学校（2010年[369]稚内市立大岬小学校へ統合）[301]
- 稚内市立下勇知小学校（2013年[370]稚内南小へ統合）
- 稚内市立稚内西小学校（2014年休校、2015年[369]稚内中央小と稚内南小へ分割統合）[371][注釈 17]
- 稚内市立上勇知小学校（2016年[373]稚内南小へ統合）

### 宗谷郡（猿払村）
- 猿払村立石炭別小学校（1968年上猿払小へ統合）[35]
- 猿払村立芦野小学校栄分校（1971年閉校）
- 猿払村立上猿払小学校（1972年閉校）
- 猿払村立狩別小学校（1976年閉校）[374]
- 猿払村立小石小学校（1981年猿払村立鬼志別小学校へ統合）[375]
- 猿払村立猿払小学校（2001年鬼志別小へ統合）[376]
- 猿払村立浜猿払小学校（2015年鬼志別小へ統合）[377]
- 猿払村立芦野小学校（2017年鬼志別小へ統合）[377]

### 枝幸郡（浜頓別町、中頓別町、枝幸町）
浜頓別町
- 浜頓別町立下頓別小学校上茂宇津内分校（1961年）[378]
- 浜頓別町立山軽小学校（1966年）
- 浜頓別町立仁達内小学校（1971年）[379]
- 浜頓別町立清和小学校（1972年）[379]
- 浜頓別町立宇津内小学校（1973年）[379]
- 浜頓別町立富岡小学校（1980年浜頓別町立浜頓別小学校へ統合）[380]
- 浜頓別町立開明小学校（同上）[380]
- 浜頓別町立豊寒別小学校（2010年[379]）
- 浜頓別町立斜内小学校（2010年[379]）
- 浜頓別町立宇曽丹小学校（2011年[379]）
- 浜頓別町立下頓別小学校（2013年[379]）
- 浜頓別町立頓別小学校（2020年浜頓別小へ統合）[381]

中頓別町
- 中頓別町立小頓別小学校栄分校（1958年休校、1959年閉校）[28]
- 中頓別町立兵安小学校（1973年閉校）
- 中頓別町立正勝小学校（1975年中頓別町立中頓別小学校へ統合）[350]
- 中頓別町立藤井小学校（1983年中頓別小へ統合）[151]
- 中頓別町立上頓別小学校（1989年閉校）[382]
- 中頓別町立松音知小学校（1999年閉校）[382]
- 中頓別町立敏音知小学校（2006年[382]中頓別小へ統合）
- 中頓別町立小頓別小学校（2009年[382]中頓別小へ統合）

枝幸町
- 枝幸町立志美宇丹小学校（2008年[383]枝幸町立歌登小学校へ統合）
- 枝幸町立本幌別小学校（同上）[383]
- 枝幸町立問牧小学校（2020年枝幸町立枝幸小学校へ統合）[384]
- 枝幸町立乙忠部小学校（2021年[385]枝幸町立音標小学校へ統合）

枝幸町〈旧〉（2006年廃止）
- 枝幸町立枝幸小学校ケモマナイ分教場（1951年閉校）[383]
- 枝幸町立上音標小学校（1970年閉校）[383]
- 枝幸町立下幌別小学校（1976年閉校）[383]
- 枝幸町立徳志別小学校（1999年休校[28]、2000年[383]枝幸町立岡島小学校へ統合）

歌登町（2006年廃止）
- 歌登町立保倫別小学校（1970年閉校）[383]
- 歌登町立大奮小学校（1974年枝幸町立志美宇丹小学校〈当時：歌登町立〉へ統合）[104]
- 歌登町立大曲小学校（1976年閉校）[383]
- 歌登町立豊沃小学校（上徳志別小豊沃分校から独立、1978年[39]志美宇丹小へ統合）
- 歌登町立正和小学校（1982年枝幸町立本幌別小学校〈当時：歌登町立〉へ統合）[386]
- 歌登町立毛登別小学校（1984年歌登小へ統合）[235]
- 歌登町立上徳志別小学校（1982年[383]休校し志美宇丹小へ統合[386]、1984年閉校[28]）
- 歌登町立辺毛内小学校（1985年歌登小へ統合）[164]
- 歌登町立幌別中央小学校（2005年閉校）[383]

### 天塩郡（豊富町、幌延町）
豊富町
- 豊富町立上福永小学校（1947年閉校）
- 豊富町立日曹小学校（1973年閉校）
- 豊富町立阿沙流小学校（1979年休校、1981年閉校）[28]
- 豊富町立福永小学校（1981年豊富町立豊富小学校へ統合）[注釈 18]
- 豊富町立修徳小学校（1981年閉校）
- 豊富町立徳満小学校（1982年豊富小へ統合）[386]
- 豊富町立豊徳小学校（同上）[386]
- 豊富町立豊幌小学校（1976年休校、1977年再開[28]、1982年豊富温泉小へ統合[386]）
- 豊富町立豊田小学校（1978年休校し庄内小へ統合[28]、1983年閉校[151]）
- 豊富町立芦川小学校（1983年豊富小へ統合）[151]
- 豊富町立豊富温泉小学校（2008年豊富小へ統合）[154]
- 豊富町立庄内小学校（2009年豊富小へ統合）[85]
- 豊富町立稚咲内小学校（2010年豊富小へ統合）[301]

幌延町
- 幌延町立上豊神小学校（1959年）[387]
- 幌延町立豊栄小学校（1965年中問寒小へ統合）[387]
- 幌延町立南沢小学校（1972年）[387]
- 幌延町立中問寒小学校（1980年幌延町立問寒別小学校へ統合）[388]
- 幌延町立豊神小学校（同上）[388]
- 幌延町立浜里小学校（音類小から改称、1979年休校、1980年再開[28]、1982年幌延町立幌延小学校へ統合）[389]
- 幌延町立下沼小学校（同上）[389]
- 幌延町立上幌延小学校（同上）[389]
- 幌延町立安牛小学校（同上）[389]
- 幌延町立雄信内小学校（同上）[389]

### 礼文郡（礼文町）
- 礼文町立須古頓小学校（1999年神崎小へ統合）[390]
- 礼文町立元地小学校（2004年礼文町立礼文小学校へ統合）[391]
- 礼文町立尺忍小学校（2005年礼文小へ統合）[391]
- 礼文町立上泊小学校（2006年礼文町立船泊小学校へ統合）[392]
- 礼文町立内路小学校（2006年礼文小へ統合）[391]
- 礼文町立神崎小学校（2016年船泊小へ統合）[393]

### 利尻郡（利尻町、利尻富士町）
利尻町
- 利尻町立蘭泊小学校（1968年利尻町立沓形小学校へ統合）[394]
- 利尻町立久連小学校（1987年閉校）[395]
- 利尻町立新湊小学校（2009年[395]沓形小へ統合）

利尻富士町
- 利尻富士町立雄忠志内小学校（1999年閉校）[396]
- 利尻富士町立本泊小学校（2012年[397]利尻富士町鴛泊小学校へ統合）

東利尻町（1990年・利尻富士町に改称）
- 東利尻町立鰊泊小学校（1983年利尻富士町立利尻小学校〈当時：東利尻町立〉へ統合）[151]
- 東利尻町立石崎小学校（同上）[151]
- 東利尻町立南浜小学校（同上）[151]

## オホーツク総合振興局（旧網走支庁）

### 北見市
- 北見市立下仁頃小学校（2010年上仁頃小へ統合）[398]
- 北見市立大和小学校（2011年温根湯小へ統合）[399]
- 北見市立日吉小学校（2016年北見市立端野小学校へ統合）[400]
- 北見市立瑞穂小学校（2018年[401]北見市立留辺蘂小学校へ統合）
- 北見市立温根湯小学校（2020年北見市立温根湯中学校と統合し北見市立おんねゆ学園へ移行）[402]
- 北見市立上仁頃小学校（2022年端野小へ統合）[403]

北見市〈旧〉（2006年廃止）
- 北見市立西小学校常盤分校（1968年閉校）[404]
- 北見市立北陽小学校（1950年下仁頃小三区分校から移行、1972年下仁頃小へ統合）[404]
- 北見市立上仁頃小学校美里分校（1952年毛登別分校から改称、1982年閉校）[404]
- 北見市立西相内小学校（1987年北見市立相内小学校へ統合）[404]
- 北見市立常川小学校（1950年北見市立上常呂小学校所属川向教授場から改称、1988年上常呂小へ統合）[405]
- 北見市立富里小学校（1956年北相内小学校から改称、1988年北見市立東相内小学校へ統合）[406]
- 北見市立開成小学校（1995年上常呂小へ統合）[405]

端野町（2006年廃止）
- 端野町立端野小学校一区分校（1962年閉校）[400]
- 端野町立忠志小学校（1973年端野小〈初代〉へ統合）[400]
- 端野町立端野小学校〈初代〉（1976年新設の端野小〈2代目〉へ統合）[400]
- 端野町立川向小学校（同上）[400]
- 端野町立協和小学校（同上）[400]
- 端野町立豊実小学校（同上）[400]
- 端野町立北登小学校（同上）[400]
- 端野町立緋牛内小学校（2005年端野小へ統合）[400]

留辺蘂町（2006年廃止）
- 留辺蘂町立上金華小学校（1963年留辺蘂町立金華小学校へ統合）[407]
- 留辺蘂町立富士見小学校（1964年留辺蘂小へ統合）[407]
- 留辺蘂町立伊頓部華小学校（同上）[407]
- 留辺蘂町立恵泉小学校（1971年留辺蘂小へ統合）[407]
- 留辺蘂町立厚和小学校（1972年大和小へ統合）[407]
- 留辺蘂町立金華小学校（1977年留辺蘂小へ統合）[407]

常呂町（2006年廃止）
- 常呂町立吉野小学校（1976年日吉小へ統合）[408]
- 常呂町立登小学校（同上）[408]
- 常呂町立福山小学校（1992年休校、2004年閉校）[408]
- 常呂町立富丘小学校（2000年休校、2004年閉校）[408]

### 網走市

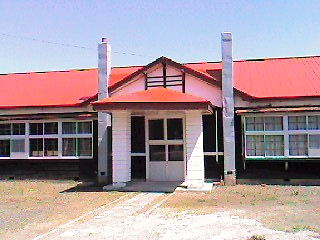
丸万小学校（木造校舎）

- 網走市立能取小学校美岬分校（1969年12月5日）[409]
- 網走市立西能取小学校（1972年能取小へ統合）
- 網走市立潮見小学校[注釈 19]（1976年網走市立網走小学校へ統合）[374]
- 網走市立藻琴小学校（1985年新設の網走市立東小学校へ統合）[410]
- 網走市立山里小学校（同上）[410]
- 網走市立稲富小学校（同上）[410]
- 網走市立中園小学校（同上）[410]
- 網走市立東網走小学校（同上）[410]
- 網走市立豊郷小学校（同上）[410]
- 網走市立平和小学校（1987年[411]卯原内小へ統合）
- 網走市立清浦小学校（1991年浦士別小へ統合）
- 網走市立浦士別小学校（2000年新設の網走市立白鳥台小学校へ統合）[412]
- 網走市立北浜小学校（同上）[412]
- 網走市立音根内小学校（同上）[412]
- 網走市立丸万小学校（同上）[412]
- 網走市立卯原内小学校（2003年新設の網走市立西が丘小学校へ統合）[413]
- 網走市立嘉多山小学校（同上）[413]
- 網走市立能取小学校（同上）[413]
- 網走市立二見ヶ岡小学校（同上）[413]

### 紋別市
- 紋別市立上志文小学校（1959年閉校）[414]
- 紋別市立三吉小学校（1962年10月30日）[415]
- 紋別市立上立牛小学校（1964年中立牛小へ統合）[414]
- 紋別市立上鴻之舞小学校（1968年鴻之舞小へ統合）[416]
- 紋別市立鴻輝小学校（1970年[414]紋別市立上渚滑小学校へ統合）
- 紋別市立上古丹小学校（1970年閉校）[415]
- 紋別市立奥東小学校（1971年[414]上渚滑小へ統合）
- 紋別市立八十士小学校（1972年閉校）[415]
- 紋別市立鴻之舞小学校（1973年11月30日閉校）[104]
- 紋別市立和訓辺小学校（1976年上渚滑小へ統合）[415]
- 紋別市立志文小学校（1982年沼ノ上小へ統合）[386]
- 紋別市立弘道小学校（1987年閉校）[415]
- 紋別市立宇津々小学校（1990年閉校）[415]
- 紋別市立立牛小学校（1991年[414]上渚滑小へ統合）
- 紋別市立上藻別小学校（1991年閉校）[415]
- 紋別市立中立牛小学校（1996年[414]上渚滑小へ統合）
- 紋別市立藻別小学校（2005年元紋別小へ統合）[414]
- 紋別市立中渚滑小学校（2004年休校、2011年[414]紋別市立渚滑小学校へ統合）
- 紋別市立沼ノ上小学校（2011年紋別市立南丘小学校へ統合）[414]
- 紋別市立元紋別小学校（2017年[417]南丘小へ統合）
- 紋別市立小向小学校（2024年南丘小へ統合）[81]

### 網走郡（美幌町、津別町、大空町）
美幌町
- 美幌町立高野小学校（1964年美幌町立東陽小学校へ統合）[418][注釈 20]
- 美幌町立駒生小学校（1975年美幌町立美幌小学校へ統合）[350]
- 美幌町立栄森小学校（1985年美幌小へ統合）[164]
- 美幌町立登栄小学校（1985年美幌小へ統合）[164]
- 美幌町立豊岡小学校（1989年[419]東陽小へ統合）[418]
- 美幌町立古梅小学校（1990年[419]美幌町立旭小学校へ統合）[420][注釈 21]
- 美幌町立都橋小学校（1991年[419]旭小へ統合）[420]
- 美幌町立日並小学校（1992年[419]東陽小へ統合）[418]
- 美幌町立報徳小学校（2001年[419]東陽小へ統合）[418]
- 美幌町立田中小学校[419]（同上）[418]
- 美幌町立上美幌小学校（2007年[419]美幌小へ統合）
- 美幌町立福豊小学校（2014年[421]旭小へ統合）

津別町
- 津別町立美都小学校（1963年津別町立津別小学校へ統合）[422]
- 津別町立上里小学校里美分校（1965年閉校）
- 津別町立栄小学校（1965年閉校）
- 津別町立新最上小学校（1966年津別小へ統合）[422]
- 津別町立布川小学校（1968年本岐小へ統合）[416]
- 津別町立沼沢小学校（1977年本岐小へ統合）[182]
- 津別町立最上小学校（1979年津別小へ統合）[422]
- 津別町立二又小学校（1980年本岐小へ統合）[68]
- 津別町立東岡小学校（1985年活汲小へ統合）[164]
- 津別町立恩根小学校（2006年津別小へ統合）[422]
- 津別町立上里小学校（2007年津別小へ統合）[422]
- 津別町立相生小学校（2005年休校、2010年[28]本岐小へ統合）[120][301]
- 津別町立本岐小学校（2015年津別小へ統合）[422]
- 津別町立活汲小学校（同上）[422]

大空町
- 大空町立豊住小学校（2014年大空町立女満別小学校へ統合）[423]

女満別町（2006年廃止）
- 女満別町立女満別小学校〈旧〉（1964年新設の女満別小へ統合）[424]
- 女満別町立本郷小学校（同上）[424]
- 女満別町立大東小学校（同上）[424]
- 女満別町立湖南小学校（同上）[424]
- 女満別町立朝日小学校（1967年女満別小へ統合）[424]
- 女満別町立日進小学校（1976年閉校）[374]
- 女満別町立開陽小学校（1996年女満別小へ統合）[424]
- 女満別町立大成小学校（2002年女満別小へ統合）[424]

東藻琴村（2006年廃止）
- 東藻琴村立新富小学校（1965年大空町立東藻琴小学校〈当時：東藻琴村立〉へ統合）[425]
- 東藻琴村立大進小学校（1969年東藻琴小へ統合）[425]
- 東藻琴村立末広小学校（1970年東藻琴小へ統合）[425]
- 東藻琴村立東洋小学校（1972年閉校）[426]
- 東藻琴村立福富小学校（1977年東藻琴小へ統合）[182]
- 東藻琴村立明生小学校（1978年東藻琴小へ統合）[425]
- 東藻琴村立山園小学校（2000年東藻琴小へ統合）[425]

### 斜里郡（斜里町、清里町、小清水町）
斜里町
- 斜里町立岩尾別小学校（1967年[427]ウトロ小へ統合）
- 斜里町立真鯉小学校（1969年閉校）[427]
- 斜里町立日の出小学校（1978年峰浜小へ統合）[428]
- 斜里町立豊里小学校（1981年来運小へ統合）[375]
- 斜里町立富士小学校（1987年[429]以久科小へ統合）
- 斜里町立来運小学校（2001年[427]川上小へ統合[430]）
- 斜里町立越川小学校（2003年[429]以久科小へ統合）
- 斜里町立三井小学校（2010年[427]斜里町立朝日小学校へ統合[431]）
- 斜里町立大栄小学校（2012年斜里町立斜里小学校へ統合）[432]
- 斜里町立峰浜小学校（2014年朝日小へ統合）[433]
- 斜里町立川上小学校（2016年斜里小へ統合）[434]
- 斜里町立以久科小学校（2016年朝日小へ統合）[431]
- 斜里町立朱円小学校（同上）[431]
- 斜里町立ウトロ小学校（2016年斜里町立ウトロ中学校と統合し、義務教育学校の斜里町立知床ウトロ学校へ移行）[435]

清里町
- 清里町立錦小学校（江南小錦分校となるも、1966年閉校）
- 清里町立清泉小学校（1974年緑町小へ統合）[104]
- 清里町立美里小学校（1976年閉校）[374]
- 清里町立江南小学校（2011年清里町立清里小学校へ統合）[436]
- 清里町立新栄小学校（同上）[436]
- 清里町立緑町小学校（2018年清里小へ統合）[436]
- 清里町立光岳小学校（2019年清里小へ統合）[437]

小清水町
- 小清水町立砥草原小学校（1972年小清水小〈初代〉へ統合）[438]
- 小清水町立神浦小学校（1973年小清水小〈初代〉へ統合）[438]
- 小清水町立水上小学校（2010年小清水小〈初代〉へ統合）[301]
- 小清水町立小清水小学校〈初代〉（2012年統合により小清水町立小清水小学校〈2代目〉へ）[439]
- 小清水町立北陽小学校（同上）[440]
- 小清水町立止別小学校（同上）[440]
- 小清水町立旭野小学校（同上）[440]
- 小清水町立中斗美小学校（同上）[440]

### 常呂郡（訓子府町、置戸町、佐呂間町）
訓子府町
- 訓子府町立南訓小学校（1972年訓子府訓子府小学校へ統合）[441]
- 訓子府町立北訓小学校（同上）[441]
- 訓子府町立緑丘小学校（1973年訓子府小へ統合）[441]
- 訓子府町立中ノ沢小学校（同上）[441]
- 訓子府町立美園小学校（1975年訓子府小へ統合）[441]

置戸町
- 置戸町立常元小学校（1962年勝山小へ統合）[442]
- 置戸町立春日小学校（1963年勝山小へ統合）
- 置戸町立常上小学校（同上）
- 置戸町立拓実小学校（1972年閉校）[443]
- 置戸町立川南小学校（1979年置戸小〈初代〉へ統合）[27]
- 置戸町立置戸小学校〈初代〉（2009年新設の置戸小〈2代目〉へ統合）[444]
- 置戸町立秋田小学校（同上）[444]
- 置戸町立境野小学校（同上）[444]
- 置戸町立勝山小学校（2011年置戸小へ統合）[444]

佐呂間町
- 佐呂間町立浪速小学校（1977年幌岩小へ統合）[182]
- 佐呂間町立栃木小学校（1986年若佐小〈初代〉へ統合）[445]
- 佐呂間町立佐呂間小学校〈旧〉（2006年新設の佐呂間町立佐呂間小学校へ統合）[445]
- 佐呂間町立知来小学校（同上）[445]
- 佐呂間町立仁倉小学校（同上）[445]
- 佐呂間町立若里小学校（同上）[445]
- 佐呂間町立富武士小学校（同上）[445]
- 佐呂間町立若佐小学校〈初代〉（2006年新設の若佐小〈2代目〉へ統合）[445]
- 佐呂間町立栄小学校（同上）[445]
- 佐呂間町立浜佐呂間小学校〈旧〉（2006年新設の佐呂間町立浜佐呂間小学校へ統合）[445]
- 佐呂間町立幌岩小学校（同上）[445]

### 紋別郡（遠軽町、湧別町、滝上町、興部町、西興部村、雄武町）
遠軽町
- 遠軽町立社名渕小学校（2006年閉校）[446]
- 遠軽町立支湧別小学校（2011年閉校）[446]
- 遠軽町立瀬戸瀬小学校（2021年[447]遠軽町立南小学校へ統合）

遠軽町〈旧〉（2005年廃止）
- 遠軽町立新遠軽小学校（1965年閉校）[448]
- 遠軽町立東社名渕小学校（1980年下社名渕小へ統合）[448]
- 遠軽町立下社名渕小学校（1984年遠軽町立東小学校へ統合）[235]

生田原町（2005年廃止）
- 生田原町立岩戸小学校（1955年閉校）[449]
- 生田原町立石川小学校（1964年閉校）[449]
- 生田原町立清里小学校（1989年閉校）[449]

丸瀬布町（2005年廃止）
- 丸瀬布町立分岐小学校（1957年閉校）[450]
- 丸瀬布町立伊奈牛小学校（1963年閉校）[450]
- 丸瀬布町立上丸小学校（1965年閉校）[450]
- 丸瀬布町立大平小学校（1969年閉校）[450]
- 丸瀬布町立南丸小学校（1970年閉校）[450]
- 丸瀬布町立武利小学校（2002年丸瀬布小武利分校へ移行、2004年閉校）[450]

白滝村（2005年廃止）
- 白滝村立奥白滝小学校（1950年新設の三和小へ統合）[451]
- 白滝村立東白滝小学校（同上）[451]
- 白滝村立白滝小学校〈旧〉（1964年閉校）[451][注釈 22]
- 白滝村立三和小学校（1975年遠軽町立白滝小学校〈当時：白滝村立〉へ統合）[350]

湧別町
- 湧別町立芭露小学校（2018年湧別町立芭露中学校と統合し湧別町立芭露学園へ移行）[452]
- 湧別町立湧別小学校（2023年湧別町立湧別中学校と統合し湧別町立ゆうべつ学園へ移行）[453]
- 湧別町立上湧別小学校（2025年新設の湧別町立上湧別学園へ統合）[19]
- 湧別町立中湧別小学校（同上）[19]
- 湧別町立開盛小学校（同上）[19]
- 湧別町立富美小学校（同上）[19]

湧別町〈旧〉（2009年廃止）
- 湧別町立緑蔭小学校（1960年湧別町立信部内小学校へ統合）
- 湧別町立川西小学校（1973年湧別小へ統合）[454]
- 湧別町立信部内小学校（同上）[454]
- 湧別町立東湧小学校（同上）[454]
- 湧別町立登栄床小学校（同上）[454]
- 湧別町立東芭露小学校（1977年閉校）[182]
- 湧別町立芭露小学校〈旧〉（1980年新設の芭露小へ統合）[68]
- 湧別町立志撫子小学校（同上）[68]
- 湧別町立計呂地小学校（1987年芭露小へ統合）[454]
- 湧別町立西芭露小学校（1989年芭露小へ統合）[454]
- 湧別町立上芭露小学校（1991年芭露小へ統合）[454]

上湧別町（2009年廃止）
- 上湧別町立旭小学校（1963年湧別町立中湧別小学校〈当時：上湧別町立〉へ統合）[455]
- 上湧別町立上富美小学校（1986年富美小へ統合）[456]

滝上町
- 滝上町立大正小学校（1954年閉校）[457]
- 滝上町立白鳥小学校瑞穂分校（1955年閉校）[457]
- 滝上町立拓雄小学校（1968年閉校）[457]
- 滝上町立奥札久留小学校（1971年閉校）[457]
- 滝上町立雄柏小学校（1973年閉校）[457]
- 滝上町立滝奥小学校（1973年滝西小滝奥分校へ移行、1974年滝上町立滝上小学校へ統合[104]）
- 滝上町立上白鳥小学校（1974年滝上小へ統合）[104]
- 滝上町立上雄柏小学校（1975年濁川小へ統合）[350]
- 滝上町立札久留小学校（1996年休校[457]、2005年閉校）
- 滝上町立滝下小学校（2006年休校、2014年[458]濁川小へ統合）
- 滝上町立白鳥小学校（2013年[459]滝上小へ統合）
- 滝上町立滝西小学校（2014年[458]滝上小へ統合）
- 滝上町立濁川小学校（2024年滝上小へ統合）[460]

興部町
- 興部町立豊畑小学校（1951年上瑠橡小から改称、1975年豊野小へ統合[350]）
- 興部町立住吉小学校（1983年興部町立沙留小学校へ統合）[151]
- 興部町立朝日小学校（1985年秋里小へ統合）[164]
- 興部町立宇津小学校（1998年休校、2010年[461]興部町立興部小学校へ統合）
- 興部町立秋里小学校（2002年休校、2010年[461]興部小へ統合）
- 興部町立富丘小学校（2010年[461]沙留小へ統合）
- 興部町立豊野小学校（2012年[461]興部小へ統合）

西興部村
- 西興部村立忍路子小学校（1971年西興部村立西興部小学校へ統合）[462]
- 西興部村立中興部小学校（1975年西興部小へ統合）[462]
- 西興部村立上藻小学校（1976年西興部小へ統合）[462]
- 西興部村立中藻小学校（1979年西興部小へ統合）[462]
- 西興部村立上興部小学校（2023年西興部小へ統合）[463]

雄武町
- 雄武町立上沢木小学校（1968年雄武町立沢木小学校へ統合）[416]
- 雄武町立中幌内小学校（1971年閉校）
- 雄武町立中雄武小学校（1978年雄武町立雄武小学校へ統合）[39]
- 雄武町立上雄武小学校（1976年[374]休校、1987年共栄小へ統合）
- 雄武町立興和小学校（1989年閉校）
- 雄武町立上幌内小学校（1990年共栄小へ統合）
- 雄武町立栄丘小学校（2010年[464]沢木小と共栄小へ分割統合）
- 雄武町立幌内小学校（2016年[465]雄武小へ統合）
- 雄武町立豊丘小学校（2022年雄武小へ統合）[466]
- 雄武町立共栄小学校（2024年雄武小へ統合）[467]

## 胆振総合振興局（旧胆振支庁）

### 室蘭市
- 室蘭市立東園小学校（2003年[468]大和小と統合し室蘭市立海陽小学校へ[469]）
- 室蘭市立大和小学校（2003年東園小と統合し海陽小へ[469]）
- 室蘭市立母恋小学校（2007年朝陽小と統合し室蘭市立地球岬小学校へ[470]）
- 室蘭市立朝陽小学校（2007年[471]母恋小と統合し地球岬小へ[470]）
- 室蘭市立中島小学校（2010年日新小と統合し室蘭市立旭ヶ丘小学校へ）[472]
- 室蘭市立日新小学校（2010年中島小と統合し旭ヶ丘小へ）[472]
- 室蘭市立常盤小学校（2011年武揚小へ統合）[473]
- 室蘭市立絵鞆小学校（2015年統合により室蘭市立みなと小学校へ）[473]
- 室蘭市立桜が丘小学校（同上）[473]
- 室蘭市立武揚小学校（同上）[473]
- 室蘭市立本輪西小学校（2016年高平小と統合し室蘭市立蘭北小学校へ）[474]
- 室蘭市立高平小学校（2016年本輪西小と統合し蘭北小へ）[474]
- 室蘭市立白鳥台小学校（2018年統合により白蘭小へ）[475]
- 室蘭市立本室蘭小学校（同上）[475]
- 室蘭市立陣屋小学校（同上）[475]
- 室蘭市立高砂小学校（2020年水元小と統合し室蘭市立天神小学校へ）[476]
- 室蘭市立水元小学校（2020年高砂小と統合し天神小へ）[476]
- 室蘭市立大沢小学校（2020年海陽小へ統合）[477]
- 室蘭市立知利別小学校（2020年旭ヶ丘小へ統合）[478]
- 室蘭市立天沢小学校（2021年地球岬小へ統合）[479]
- 室蘭市立白蘭小学校（2025年室蘭市立本室蘭中学校と共に新設の室蘭市立白蘭学園へ統合）[19]

### 登別市
- 登別市立幌別鉱山小学校（1974年登別市立幌別西小学校へ統合）[480]
- 登別市立カルルス温泉小学校（1982年登別温泉小へ統合）[480]
- 登別市立登別温泉小学校ひかり学園分校（1982年9月休校、1998年閉校）[480]
- 登別市立札内小学校（札内小中学校となった後、1997年閉校[241]。校舎跡は「札内高原館」として地域の社会教育施設と地場の農畜産物を原料にした地場産品の製造施設に転用され、2003年に文部科学省の「廃校リニューアル50選」に選定された[241]。登別市立幌別小学校へ統合[480]）
- 登別市立登別温泉小学校（2007年登別市立登別小学校へ統合）[480]
- 登別市立幌別東小学校（2025年幌別小へ統合）[19]

### 苫小牧市
- 苫小牧市立柏原小学校（1971年閉校）[481]
- 苫小牧市立静川小学校（1971年[481]苫小牧市立沼ノ端小学校へ統合）
- 苫小牧市立丸山小学校（1982年苫小牧市立清水小学校へ統合）[386]
- 苫小牧市立植苗小学校永光学園分校（1981年休校、1984年閉校）[28]
- 苫小牧市立明徳小学校（2020年苫小牧市立錦岡小学校へ統合）[482]
- 苫小牧市立植苗小学校（2023年苫小牧市立植苗中学校と統合し苫小牧市立植苗小中学校へ移行）[483]

### 伊達市
- 伊達市立関内小学校喜門別分校（1973年閉校）[484]
- 伊達市立関内小学校志門気分校（1975年閉校）[484]
- 伊達市立東小学校ひまわり分校（1979年北海道星置養護学校太陽の園分校へ移行）[27]
- 伊達市立有珠小学校優健分校（2006年閉校）[484]
- 伊達市立大滝小学校〈2代目〉（2019年伊達市立大滝中学校と統合し伊達市立大滝徳舜瞥学校へ移行）[485]
- 伊達市立黄金小学校（2020年伊達市立東小学校へ統合）[486]
- 伊達市立稀府小学校（2022年東小へ統合）[53]
- 伊達市立有珠小学校（2023年伊達市立伊達西小学校へ統合）[487]
- 伊達市立長和小学校（2024年伊達西小へ統合）[488]

大滝村（2006年廃止）
- 大滝村立昭園小学校（1964年新設の北湯沢小へ統合）[489]
- 大滝村立昭園小学校湯沢分校（同上）[489]
- 大滝村立清原小学校（1969年閉校）[489]
- 大滝村立清陵小学校（1970年閉校）[489]
- 大滝村立愛地小学校（1974年閉校）[489]
- 大滝村立上野小学校（1981年優徳小へ統合）[375]
- 大滝村立大滝小学校〈旧〉（2003年新設の伊達市立大滝小学校〈当時：大滝村立〉へ統合）[489]
- 大滝村立優徳小学校（同上）[489]
- 大滝村立北湯沢小学校（同上）[489]

### 虻田郡（豊浦町、洞爺湖町）
豊浦町
- 豊浦町立桜小学校（1972年）[490]
- 豊浦町立上泉小学校（1980年休校[491]、2000年閉校）
- 豊浦町立美和小学校（2005年）[491]
- 豊浦町立新富小学校（2003年休校、2006年閉校[491]）
- 豊浦町立大岸小学校鉱山分校（1942年3月に大岸国民学校小鉾岸分教場として開校したが、1943年（昭和18年）廃止され、1944年に豊浦青年学校が開校[492]。1947年（昭和22年）に再度廃校となって跡地に大岸中学校として開校した後、1952年に大岸中学校が廃校して移転したことに伴って、再び大岸小学校鉱山分校として改めて開校した[492]。2007年に3度目の廃校となり、大岸小学校へ統合[492]。）
- 豊浦町立山梨小学校（2007年豊浦町立豊浦小学校へ統合[492]）
- 豊浦町立新山梨小学校（同上[492]）
- 豊浦町立大和小学校（2012年豊浦小へ統合）[493]

洞爺湖町
- 洞爺湖町立花和小学校（2007年洞爺湖町立洞爺湖温泉小学校へ統合[492]）

洞爺村（2006年廃止）
- 洞爺村立富丘小学校（1973年閉校）
- 洞爺村立洞爺小学校（2006年新設の洞爺湖町立とうや小学校〈当時：洞爺村立〉へ統合）[494]
- 洞爺村立成香小学校（同上）[494]
- 洞爺村立大原小学校（同上）[494]
- 洞爺村立香川小学校（同上）[494]

虻田町（2006年廃止）
- 虻田町立みずうみ小学校（1975年洞爺湖温泉小みずうみ分校から独立[495]、1979年閉校[27]）
- 虻田町立月浦小学校（1989年閉校）

### 有珠郡（壮瞥町）
- 壮瞥町立駒別小学校（1966年閉校）
- 壮瞥町立黄渓小学校（1972年弁景小へ統合）
- 壮瞥町立仲洞爺小学校（1977年[182]壮瞥町立壮瞥小学校へ統合）
- 壮瞥町立弁景小学校（1980年久保内小へ統合）[68]
- 壮瞥町立蟠渓小学校（1989年[496]久保内小へ統合）
- 壮瞥町立立香小学校（1989年壮瞥小へ統合）
- 壮瞥町立久保内小学校（2019年休校）[497]

### 白老郡（白老町）
- 白老町立飛生小学校（1986年白老町立竹浦小学校へ統合）[498]
- 白老町立森野小学校（2003年閉校。跡地を活用して研修施設「ふるさと体験館・森野」が2004年6月にオープン[499]。）
- 白老町立緑丘小学校（2016年白老町立白老小学校へ統合）[500]
- 白老町立社台小学校（同上）[500]

### 勇払郡（厚真町、安平町、むかわ町）
厚真町
- 厚真町立上幌内小学校（1972年閉校）[501]
- 厚真町立高丘小学校（1972年楢山小へ統合）[501]
- 厚真町立浜厚真小学校（1981年厚真町立上厚真小学校へ統合）[501]
- 厚真町立幌里小学校（1990年厚真町立厚真中央小学校へ統合）[501]
- 厚真町立幌内小学校（1991年厚真中央小へ統合）[501]
- 厚真町立楢山小学校（同上）[501]
- 厚真町立鹿沼小学校（2004年上厚真小へ統合）[501]
- 厚真町立富野小学校（2011年厚真中央小へ統合）[501]
- 厚真町立軽舞小学校（2011年上厚真小へ統合）[501]

安平町
- 安平町立富岡小学校（2012年[502]安平町立早来小学校へ統合）[124]
- 安平町立早来小学校（2023年安平町立早来中学校などと統合し安平町立早来学園へ移行）[503]
- 安平町立安平小学校（同上）[503]
- 安平町立遠浅小学校（同上）[503]

追分町（2006年廃止）
- 追分町立本安平小学校（1992年安平町立追分小学校〈当時：追分町立〉へ統合）[504]

早来町（2006年廃止）
- 早来町立守田小学校（1980年早来小へ統合）[68]
- 早来町立瑞穂小学校（1990年安平小へ統合）

むかわ町
- むかわ町立稲里小学校（2009年むかわ町立穂別小学校へ統合）[505]
- むかわ町立和泉小学校（同上）[505]
- むかわ町立生田小学校（2010年むかわ町立鵡川中央小学校へ統合）[506]
- むかわ町立仁和小学校（2017年穂別小へ統合）[505]
- むかわ町立富内小学校（2018年穂別小へ統合）[505]
- むかわ町立宮戸小学校（2023年鵡川中央小へ統合）[507]

鵡川町（2006年廃止）
- 鵡川町立鵡川小学校（2004年新設の鵡川中央小へ統合）[508]
- 鵡川町立春日小学校（同上）[508]
- 鵡川町立田浦小学校（同上）[508]
- 鵡川町立二宮小学校（同上）[508]
- 鵡川町立花岡小学校（同上）[508]

穂別町（2006年廃止）
- 穂別町立和泉小学校累標分校（1966年閉校）[509]
- 穂別町立大和小学校（稲里小大和分校から独立、1968年稲里小へ統合）[509]
- 穂別町立茂別小学校（1970年穂別小へ統合）[505]
- 穂別町立新登川小学校（1970年閉校）[509]
- 穂別町立福山小学校（1981年閉校）[375]
- 穂別町立長和小学校（1976年[374]休校、1983年閉校[509]）

## 日高振興局（旧日高支庁）

### 沙流郡（日高町、平取町）
日高町
- 日高町立賀張小学校（2009年休校[85]、2010年日高町立厚賀小学校へ統合[510]）
- 日高町立豊郷小学校（2010年日高町立門別小学校へ統合）[511]
- 日高町立清畠小学校（同上）[511]
- 日高町立里平小学校（2018年厚賀小へ統合）[510]

日高町〈旧〉（2006年廃止）
- 日高町立三島小学校（1949年千栄小三島分校から独立、1974年千栄小へ統合[104]）
- 日高町立日高小学校〈旧〉（1977年新設の日高町立日高小学校へ統合）[182]
- 日高町立富岡小学校（同上）[182]
- 日高町立三岩小学校（同上）[182]
- 日高町立千栄小学校（1997年閉校）[512]

門別町（2006年廃止）
- 門別町立門別小学校〈旧〉（1975年新設の門別小へ統合）[511]
- 門別町立幾千世小学校（同上）[511]
- 門別町立緑ヶ丘小学校（同上）[511]
- 門別町立広富小学校（1985年休校[28]、1987年閉校[513]）
- 門別町立鳩内小学校（1986年休校、1990年閉校）[28]
- 門別町立三和小学校（1990年閉校）[514]
- 門別町立庫富小学校（2003年休校、2004年門別小へ統合）[511]
- 門別町立正和小学校（2006年閉校）[515]

平取町
- 平取町立新日東小学校（1952年10月31日上岩知志小へ統合）
- 平取町立糠平小学校（1954年6月1日）
- 平取町立上岩知志小学校（1969年岩知志小へ統合）
- 平取町立仁世鵜小学校（1972年平取町立振内小学校へ統合）[注釈 23]
- 平取町立岩知志小学校（1990年振内小へ統合）[516]
- 平取町立川向小学校（1991年平取町立平取小学校へ統合）[517]
- 平取町立長知内小学校（1991年振内小へ統合）[516]
- 平取町立芽生小学校（1992年平取町立貫気別小学校へ統合）[516]
- 平取町立旭小学校（1995年貫気別小へ統合）[516]
- 平取町立豊糠小学校（2008年[518]）
- 平取町立荷負小学校（2011年[519]）

### 新冠郡（新冠町）
- 新冠町立大狩部小学校（2008年新冠町立新冠小学校へ統合）[520]
- 新冠町立節婦小学校（同上）[520]
- 新冠町立明和小学校（2008年朝日小へ統合）[521]
- 新冠町立若園小学校（同上）[521]
- 新冠町立美宇小学校（同上）[521]
- 新冠町立東川小学校（同上）[521]
- 新冠町立太陽小学校（同上）[521]
- 新冠町立朝日小学校（2024年新冠小へ統合）[522]

### 日高郡（新ひだか町）
- 新ひだか町立川合小学校（2009年東静内小へ統合）[523]
- 新ひだか町立川上小学校（2006年休校、2011年新ひだか町立三石小学校へ統合）[523]
- 新ひだか町立延出小学校（2011年三石小へ統合）[523]
- 新ひだか町立鳧舞小学校（同上）[523]
- 新ひだか町立本桐小学校（同上）[523]
- 新ひだか町立歌笛小学校（同上）[523]
- 新ひだか町立春立小学校（2012年東静内小へ統合）[523]
- 新ひだか町立山手小学校（2023年新ひだか町立静内小学校へ統合）[524]
- 新ひだか町立東静内小学校（同上）[524]
- 新ひだか町立桜丘小学校（2024年新ひだか町立高静小学校へ統合）[525]

静内町（2006年廃止）
- 静内町立静内小学校真歌分校（1962年高静小真歌分校から移管、1964年閉校）[526]
- 静内町立高見小学校（1951年御園小高見分校から独立、1965年閉校）[527]
- 静内町立豊畑小学校（1977年御園小へ統合）[527]
- 静内町立東別小学校（1978年新ひだか町立春立小学校〈当時：静内町立〉へ統合）[528]
- 静内町立御園小学校（1947年市父小から改称、1986年新設の新ひだか町立桜丘小学校〈当時：静内町立〉へ統合）[527]
- 静内町立田原小学校（1986年新設の桜丘小へ統合）[527]

三石町（2006年廃止）
- 三石町立延出小学校二川分校（1964年閉校）

### 浦河郡（浦河町）
- 浦河町立第二野深小学校滝ノ上分校（1965年閉校）
- 浦河町立女名春別小学校（1966年上杵臼小へ統合）
- 浦河町立浦河東小学校（1957年白泉小から改称、1975年新設の浦河町立浦河東部小学校へ統合）[529]
- 浦河町立西舎小学校（同上）[529]
- 浦河町立杵臼小学校（同上）[529]
- 浦河町立上杵臼小学校（同上）[529]
- 浦河町立絵笛小学校（1975年浦河町立堺町小学校へ統合）[350]
- 浦河町立野深小学校〈初代〉（1988年新設の野深小〈2代目〉へ統合）[530]
- 浦河町立第二野深小学校（同上）[530]
- 浦河町立井寒台小学校（1990年堺町小へ統合）[531]
- 浦河町立向別小学校（同上）[531]
- 浦河町立野深小学校〈2代目〉（2015年浦河町立荻伏小学校へ統合）[530]

### 様似郡（様似町）
- 様似町立大泉小学校（1959年幌満小大泉分校となり、1965年閉校）
- 様似町立新富小学校（1969年閉校）[532]
- 様似町立冬島小学校（1970年10月28日様似町立様似小学校へ統合）[533]
- 様似町立岡田小学校（同上）[533]
- 様似町立西様似小学校（同上）[533]
- 様似町立幌満小学校（2003年様似小へ統合）[533]
- 様似町立鵜苫小学校（2011年様似小へ統合）[533]

### 幌泉郡（えりも町）
- えりも町立苫別小学校（1966年襟裳小〈現：えりも町立えりも岬小学校〉苫別分校へ移行、1987年閉校）[534]
- えりも町立歌別小学校（2000年えりも町立えりも小学校へ統合）[535]
- えりも町立目黒小学校（2006年えりも町立庶野小学校へ統合）[536]
- えりも町立東洋小学校（2021年えりも小へ統合）[537]

## 十勝総合振興局（旧十勝支庁）

### 帯広市
- 帯広市立清川小学校〈旧〉（1966年5月1日新設の帯広市立清川小学校へ統合）[538]
- 帯広市立太平小学校（同上）[538]
- 帯広市立美栄小学校（同上）[538]
- 帯広市立上清川小学校（同上）[538]
- 帯広市立戸蔦小学校（1966年大正小〈初代〉へ統合）
- 帯広市立幸福小学校（1968年大正小〈初代〉へ統合）[416]
- 帯広市立桜木小学校（1969年[539]大正小〈初代〉へ統合）
- 帯広市立大正小学校〈初代〉（1972年[540]新設の帯広市立大正小学校〈2代目〉へ統合）[541]
- 帯広市立似平小学校（同上[540]）[541]
- 帯広市立泉小学校（1957年上以平小から改称、1974年大正小へ統合）[541]
- 帯広市立広野小学校〈旧〉（1975年新設の帯広市立広野小学校へ統合）[541]
- 帯広市立八千代小学校（同上）[541]
- 帯広市立拓成小学校（1957年北岩内小から改称、1975年新設の広野小へ統合）[541]
- 帯広市立川西小学校〈旧〉（1979年新設の帯広市立川西小学校へ統合）[541]
- 帯広市立別府小学校（同上）[541]
- 帯広市立富士小学校（同上）[541]
- 帯広市立上帯広小学校（同上）[541]
- 帯広市立岩内小学校（1980年清川小へ統合）[541]
- 帯広市立大空小学校（2022年帯広市立大空中学校と統合し帯広市立大空学園義務教育学校へ移行）[53]

### 河東郡（音更町、士幌町、上士幌町、鹿追町）
音更町
- 音更町立光和小学校（1975年音更町立駒場小学校へ統合）[542]
- 音更町立葭原小学校（1979年音更町立東士幌小学校へ統合）[543]
- 音更町立高倉小学校（1983年音更町立東士狩小学校へ統合）[544]
- 音更町立長流枝内小学校（1984年音更町立下士幌小学校へ統合）[545]
- 音更町立鎮練小学校（1986年東士狩小へ統合）[544]
- 音更町立然別小学校（1995年音更町立鈴蘭小学校へ統合）[546]
- 音更町立南中士幌小学校（1999年駒場小へ統合）[542]
- 音更町立上然別小学校（2002年駒場小へ統合）[542]
- 音更町立東中音更小学校（2010年駒場小へ統合）[542]
- 音更町立豊田小学校（2015年駒場小へ統合）[542]
- 音更町立昭和小学校（2020年音更町立音更小学校へ統合）[547]
- 音更町立南中音更小学校（2021年駒場小へ統合）[548]

士幌町
- 士幌町立朝陽小学校（1974年下居辺小へ統合）[549]
- 士幌町立北中音更小学校（2016年士幌町立士幌小学校へ統合）[550]
- 士幌町立下居辺小学校（2019年士幌小へ統合）[551]
- 士幌町立新田小学校（同上）[551]
- 士幌町立西上音更小学校（同上）[551]
- 士幌町立佐倉小学校（2020年士幌小へ統合）[552]

上士幌町
- 上士幌町立黒石小学校（1970年上士幌町立上士幌小学校へ統合）[553]
- 上士幌町立清水谷小学校（1975年上士幌小へ統合）[350]
- 上士幌町立三股小学校（1976年糠平小へ統合）[374]
- 上士幌町立勢多小学校（1981年上士幌小へ統合）[553]
- 上士幌町立豊岡小学校（1982年上音更小へ統合）[386]
- 上士幌町立東居辺小学校（2010年上士幌小へ統合）[553]
- 上士幌町立上音更小学校（同上）[553]
- 上士幌町立北居辺小学校（2014年上士幌小へ統合）[553]
- 上士幌町立北門小学校（2016年上士幌小へ統合）[553]
- 上士幌町立萩ヶ岡小学校（2018年上士幌小へ統合）[553]
- 上士幌町立糠平小学校（2020年上士幌小へ統合）[553]

鹿追町
- 鹿追町立西上幌内小学校（1967年上幌内小へ統合）[554]
- 鹿追町立鹿美小学校（1968年鹿追町立鹿追小学校へ統合）[416]
- 鹿追町立新然別小学校（1969年鹿追小へ統合）[555]
- 鹿追町立幌内小学校（1972年鹿追小へ統合）[556]
- 鹿追町立北鹿追小学校（1974年鹿追小へ統合）[549]
- 鹿追町立上幌内小学校（2025年鹿追小へ統合）[19]

### 上川郡（新得町、清水町）
新得町
- 新得町立福山小学校（1966年新得町立新得小学校へ統合）[557]
- 新得町立富村牛小学校下富村牛分校（1969年閉校）[558]
- 新得町立新内小学校（1974年新得小へ統合）[549]
- 新得町立岩松小学校（1976年屈足小へ統合）[557]
- 新得町立上富村牛小学校（1976年富村牛小へ統合）[558]
- 新得町立上佐幌小学校（2004年[559]新得小へ統合[560]）
- 新得町立屈足小学校（2004年[561]新得町立屈足南小学校へ統合[562]）
- 新得町立佐幌小学校（2007年新得小へ統合）[563]
- 新得町立富村牛小学校（2022年富村牛中と統合し、義務教育学校の新得町立富村牛小中学校へ移行）[53]

清水町
- 清水町立上芽室小学校（1958年閉校）
- 清水町立北清水小学校（1976年清水町立清水小学校へ統合）[374]
- 清水町立上羽帯小学校（1976年清水町立御影小学校へ統合）[564]
- 清水町立羽帯小学校（1977年御影小へ統合）[564]
- 清水町立上旭小学校（1978年旭山小へ統合）[528]
- 清水町立上清水小学校（1988年[565]清水小へ統合）
- 清水町立人舞小学校（1999年[566]清水小へ統合）
- 清水町立旭山小学校（2000年御影小へ統合）[564]
- 清水町立北熊牛小学校（2004年清水小へ統合）[567]
- 清水町立美蔓小学校（同上）[567]
- 清水町立熊牛小学校（2005年清水小へ統合）[567]
- 清水町立下人舞小学校（同上）[567]
- 清水町立下佐幌小学校（同上）[567]
- 清水町立松沢小学校（同上）[567]

### 河西郡（芽室町、中札内村、更別村）
芽室町
- 芽室町立芽室小学校下美生分校（1952年閉校）[568]
- 芽室町立上美生小学校伏美分校（1967年閉校）[568]
- 芽室町立上渋山小学校（1972年渋山小へ統合）[568]
- 芽室町立上芽室小学校（1976年新設の芽室町立芽室西小学校へ統合）[568]
- 芽室町立渋山小学校（同上）[568]
- 芽室町立北明小学校（1981年芽室西小へ統合）[568]
- 芽室町立上美生小学校〈旧〉（1983年新設の芽室町立上美生小学校へ統合）[569]
- 芽室町立雄馬別小学校（同上）[569]
- 芽室町立上伏古小学校（1988年芽室町立芽室南小学校へ統合）[570]
- 芽室町立栄小学校（同上）[570]
- 芽室町立明正小学校（同上）[570]
- 芽室町立中伏古小学校（同上）[570]
- 芽室町立北伏古小学校（同上）[570]
- 芽室町立美生小学校（1991年芽室西小へ統合）[568]
- 芽室町立平和小学校（1995年芽室西小へ統合）[568]
- 芽室町立毛根小学校（同上）[568]
- 芽室町立西士狩小学校（1999年芽室西小へ統合）[568]
- 芽室町立祥栄小学校（2003年芽室西小へ統合）[568]

中札内村
- 中札内村立上札内小学校〈旧〉（1955年新制の中札内村立上札内小学校へ統合）[571]
- 中札内村立元更別小学校（同上）[571]
- 中札内村立南札内小学校（1962年上札内小へ統合）[571]
- 中札内村立東戸蔦小学校（1965年中札内村立中札内小学校へ統合）[572]
- 中札内村立西札内小学校（1966年上札内小へ統合）[571]

更別村
- 更別村立勢雄小学校（1984年更別村立更別小学校へ統合）[573]
- 更別村立更南小学校（同上）[573]
- 更別村立上協和小学校（1984年更別村立上更別小学校へ統合）[573]
- 更別村立更生小学校（同上）[573]

### 広尾郡（大樹町、広尾町）
大樹町
- 大樹町立館山小学校（1968年大樹町立大樹小学校へ統合）[574]
- 大樹町立光地園小学校（1968年尾田小へ統合）[575]
- 大樹町立晩成小学校（1969年生花小へ統合）[575]
- 大樹町立当縁小学校（1969年歴舟小へ統合）[575]
- 大樹町立坂下小学校（1970年尾田小へ統合）[575]
- 大樹町立能美内小学校（同上）[575]
- 大樹町立大全小学校（同上）[575]
- 大樹町立萌和小学校（1971年大樹小へ統合）[574]
- 大樹町立歴舟小学校（2005年大樹小へ統合）[574]
- 大樹町立生花小学校（2006年大樹小へ統合）[574]
- 大樹町立石坂小学校（2009年大樹小へ統合）[574]
- 大樹町立中島小学校（2011年大樹小へ統合）[574]
- 大樹町立尾田小学校（2013年大樹小へ統合）[574]

広尾町
- 広尾町立音調津小学校鉱山分校（1950年閉校）[576]
- 広尾町立協成小学校（1965年8月20日広尾町立広尾小学校へ統合）[577]
- 広尾町立豊栄小学校（1967年広尾町立豊似小学校へ統合）[578]
- 広尾町立協和小学校（同上）[578]
- 広尾町立紋別小学校（1971年豊似小へ統合）[578]
- 広尾町立音調律小学校（2007年広尾小へ統合）[120]
- 広尾町立広尾第二小学校（2011年広尾小へ統合）[579]
- 広尾町立野塚小学校（2015年広尾小へ統合）[580]

### 中川郡（幕別町、池田町、豊頃町、本別町）
幕別町
- 幕別町立駒畠小学校（2010年幕別町立忠類小学校へ統合）[581]

幕別町〈旧〉（2006年廃止）
- 幕別町立南勢小学校（1970年[582]幕別小〈初代〉・幕別町立糠内小学校・西猿別小へ分割統合）
- 幕別町立弘和小学校（1972年閉校[583]）
- 幕別町立豊岡小学校（1974年幕別小〈初代〉へ統合）[549]
- 幕別町立幕別小学校〈初代〉（1978年新設の幕別町立幕別小学校〈2代目〉へ統合）[584]
- 幕別町立新川小学校（同上）[584]
- 幕別町立西猿別小学校（同上）[584]
- 幕別町立大豊小学校（同上）[584]
- 幕別町立美川小学校（1980年糠内小へ統合）[585]
- 幕別町立新和小学校（1987年幕別小へ統合）[586]
- 幕別町立相川小学校（1996年[587]幕別小へ統合）
- 幕別町立中里小学校（1989年には入学者がおらず代わりにヤギが入学したが[588][589]、1998年糠内小へ統合[590][591]）
- 幕別町立古舞小学校（2024年幕別町立札内南小学校へ統合）[81]

忠類村（2006年廃止）
- 忠類村立中当縁小学校（1971年閉校）[592]
- 忠類村立明和小学校（1972年閉校）[592]
- 忠類村立西当縁小学校（1974年忠類小へ統合）[592]

池田町
- 池田町立美加登小学校（1948年高島小美加登分校から独立、1965年12月火災により休校、1966年7月31日高島小へ統合）[593]
- 池田町立様舞小学校（1980年池田町立池田小学校へ統合）[594]
- 池田町立東台小学校（1986年池田小へ統合）
- 池田町立富岡小学校（1986年池田小へ統合）
- 池田町立近牛小学校（1958年高島小近牛分校から独立、1990年高島小へ統合）[593]
- 池田町立居辺小学校（1995年高島小へ統合）[593]
- 池田町立大森小学校（同上）[593]
- 池田町立青山小学校（1995年利別小へ統合）[595]
- 池田町立川合小学校（同上）[595]
- 池田町立千代田小学校（同上）[595]
- 池田町立昭栄小学校（1997年池田小へ統合）[595]
- 池田町立高島小学校（2022年池田小へ統合）[596]
- 池田町立利別小学校（同上）[596]

豊頃町
- 豊頃町立安骨小学校（1963年茂岩小へ統合）[597]
- 豊頃町立二宮小学校大川分校（1968年閉校）[416]
- 豊頃町立報徳小学校（1979年二宮小へ統合）[598]
- 豊頃町立長節小学校（1979年豊頃町立大津小学校へ統合）[598]
- 豊頃町立農野牛小学校（1980年茂岩小へ統合）[237]
- 豊頃町立旅来小学校（1984年大津小へ統合）[235]
- 豊頃町立湧洞小学校（1987年[599]茂岩小へ統合）
- 豊頃町立豊頃小学校〈初代〉（1991年新設の豊頃小〈2代目〉へ統合）[600]
- 豊頃町立礼文内小学校（同上）[600]
- 豊頃町立統内小学校（1993年[601]茂岩小へ統合[602]）
- 豊頃町立二宮小学校（2002年茂岩小へ統合）[603]
- 豊頃町立豊頃小学校〈2代目〉（2007年新設の豊頃町立豊頃小学校〈3代目〉へ統合）[603]
- 豊頃町立茂岩小学校（同上）[603]

本別町
- 本別町立負箙小学校螺運部分校（1966年負箙小と上美里別小へ分割統合）
- 本別町立本別小学校〈初代〉（1968年新設の本別小〈2代目〉へ統合）[416]
- 本別町立負箙小学校（1968年新設の本別小〈2代目〉へ統合[416]し本別小負箙分校へ移行、1970年新設の本別町立本別中央小学校へ統合）[注釈 24]
- 本別町立下美里別小学校（1969年本別小下美里別分校へ移行、1970年[604]新設の本別中央小へ統合）
- 本別町立本別小学校〈2代目〉（1970年新設の本別中央小へ統合）
- 本別町立拓進小学校（1970年仙美里小へ統合）
- 本別町立新生小学校（同上）
- 本別町立美栄小学校（1975年仙美里小へ統合）[350]
- 本別町立拓栄小学校（1957年仙美里小奥仙美里分校から独立、1975年仙美里小へ統合[350]）
- 本別町立上美里別小学校（1977年新設の美里別小へ統合）[182]
- 本別町立拓農小学校（同上）[182]
- 本別町立活込小学校（同上）[182]
- 本別町立押帯小学校（1981年本別町立勇足小学校へ統合）[605]
- 本別町立美蘭別小学校（1982年勇足小へ統合）[386]
- 本別町立上美蘭別小学校（1983年勇足小へ統合）[606]
- 本別町立上押帯小学校（1984年勇足小へ統合）[235]
- 本別町立美里別小学校（1998年仙美里小へ統合）
- 本別町立仙美里小学校（2025年本別中央小へ統合）[19]

### 足寄郡（足寄町、陸別町）
足寄町
- 足寄町立上大誉地小学校（1964年足寄町立大誉地小学校へ統合）[注釈 25]
- 足寄町立富士見小学校（1964年上螺湾小へ統合）
- 足寄町立白糸小学校（1966年上利別小へ統合）
- 足寄町立上芽登小学校（1968年足寄町立芽登小学校へ統合）[416]
- 足寄町立阿寒硫黄鉱山小学校（1958年茂足寄小阿寒硫黄鉱山分校から独立、1966年分校に戻り休校、1968年閉校）[28]
- 足寄町立上足寄小学校鳥取分校（1955年鳥取小から移行、1968年閉校）[607]
- 足寄町立茂足寄小学校（1969年[608]上足寄小へ統合）
- 足寄町立愛冠小学校（1969年[609]東小へ統合）
- 足寄町立鷲府小学校（1969年東小へ統合）
- 足寄町立上螺湾小学校（1970年[610]足寄町立螺湾小学校へ統合）[注釈 26]
- 足寄町立長野小学校（同上）
- 足寄町立平和小学校（1970年[611]東小へ統合）
- 足寄町立茂喜登牛小学校（1970年芽登小へ統合）
- 足寄町立上稲牛小学校（1970年稲牛小へ統合）
- 足寄町立旭丘小学校（1971年芽登小へ統合）
- 足寄町立上利別小学校（1972年大誉地小へ統合）[612]
- 足寄町立中足寄小学校〈初代〉（1974年新設の中足寄小〈2代目〉へ統合）[549]
- 足寄町立稲牛小学校（同上）[549]
- 足寄町立喜登牛小学校（1979年芽登小へ統合）[598]
- 足寄町立上足寄小学校（1993年螺湾小へ統合）
- 足寄町立東小学校（2000年新設の足寄町立足寄小学校へ統合）[613]
- 足寄町立西小学校（同上）[613]
- 足寄町立中足寄小学校〈2代目〉（同上）[614]

陸別町
- 陸別町立川上小学校（1964年陸別町立陸別小学校へ統合）[注釈 27]
- 陸別町立勲祢別小学校（1967年陸別小へ統合）
- 陸別町立薫別小学校（1968年陸別小へ統合）
- 陸別町立上陸別小学校（1973年陸別小へ統合）
- 陸別町立苫務小学校（1975年陸別小へ統合）[350]
- 陸別町立小利別小学校（1982年陸別小へ統合）[386]
- 陸別町立上斗満小学校（1986年[615]陸別小へ統合）
- 陸別町立中斗満小学校（1997年陸別小へ統合）

### 十勝郡（浦幌町）
- 浦幌町立常盤小学校（1959年浦幌小常盤分校へ移行、1966年閉校）
- 浦幌町立常室小学校炭鉱分校（1962年上常室小炭鉱分校から移管、1967年7月31日閉校[416]）
- 浦幌町立上常室小学校（1957年浦幌炭坑小から改称、1962年常室小学校分校へ移行、1969年閉校[616]）
- 浦幌町立静内小学校（1977年浦幌町立浦幌小学校へ統合）[182]
- 浦幌町立瀬多来小学校（1980年常室小へ統合）[237]
- 浦幌町立養老小学校（1982年新設の新養老小へ統合）[617]
- 浦幌町立豊北小学校（同上）[617]
- 浦幌町立稲穂小学校（1982年浦幌小へ統合）[386]
- 浦幌町立上厚内小学校（同上）[386]
- 浦幌町立直別小学校（同上）[386]
- 浦幌町立留真小学校（1984年常室小へ統合）[235]
- 浦幌町立貴老路小学校（1986年新設の浦幌町立上浦幌中央小学校へ統合）[618]
- 浦幌町立川上小学校（同上）[618]
- 浦幌町立川流布小学校（同上）[618]
- 浦幌町立十勝小学校（1990年[616]浦幌小へ統合）
- 浦幌町立幾千世小学校（1997年[616]浦幌小へ統合）
- 浦幌町立活平小学校（1998年上浦幌中央小へ統合）[618]
- 浦幌町立新養老小学校（2001年[617]浦幌小へ統合）
- 浦幌町立吉野小学校（2005年[616]浦幌小へ統合）
- 浦幌町立常室小学校（2005年[616]浦幌小へ統合）
- 浦幌町立上浦幌小学校（2010年上浦幌中央小へ統合）[618]
- 浦幌町立厚内小学校（2016年浦幌小へ統合）[619]

## 釧路総合振興局（旧釧路支庁）

### 釧路市
- 釧路市立寿小学校（2007年新設の釧路市立中央小学校へ統合）[620]
- 釧路市立旭小学校（同上）[620]
- 釧路市立新川小学校（2007年新設の釧路市立青葉小学校へ統合）[621]
- 釧路市立駒場小学校（同上）[621]
- 釧路市立東栄小学校（2008年新設の釧路市立釧路小学校へ統合）[622]
- 釧路市立柏木小学校（同上）[622]
- 釧路市立日進小学校（同上）[622]
- 釧路市立布伏内小学校（2008年釧路市立阿寒小学校へ統合）[623]
- 釧路市立仁々志別小学校（2016年阿寒小へ統合）[624]
- 釧路市立中徹別小学校（同上）[624]
- 釧路市立阿寒湖小学校（2021年釧路市立阿寒湖中学校と統合し釧路市立阿寒湖義務教育学校へ移行）[625]
- 北海道教育大学附属釧路小学校（2021年北海道教育大学附属釧路中学校と統合し北海道教育大学附属釧路義務教育学校へ移行）[626]

釧路市〈旧〉（2005年廃止）
- 釧路市立鶴丘小学校（上大楽毛小から改称[627]、1968年釧路市立大楽毛小学校へ統合[416]）
- 釧路市立桜田小学校（湯波内小から改称、1970年10月31日閉校）[627]
- 釧路市立北斗小学校（平戸前小から改称、1971年閉校）[627]
- 釧路市立桂恋小学校（2005年新設の釧路市立東雲小学校へ統合）[628]
- 釧路市立白樺台小学校（同上）[628]

阿寒町（2005年廃止）
- 阿寒町立下仁々志別小学校（1966年仁々志別小へ統合）[627]
- 阿寒町立共和小学校（同上）[627]
- 阿寒町立雄別小学校（1970年6月閉校）[627]
- 阿寒町立西徹別小学校（1977年中徹別小へ統合）[627]
- 阿寒町立上徹別小学校（1978年中徹別小へ統合）[627]
- 阿寒町立下徹別小学校（1993年阿寒小へ統合）[627]

音別町（2005年廃止）
- 音別町立尺別小学校（1964年尺別炭鉱小へ統合）[627]
- 音別町立音別第二小学校（1965年二俣小へ統合）[627]
- 音別町立上音別小学校（同上）[627]
- 音別町立中音別小学校（1965年釧路市立音別小学校〈当時：音別町立〉と二俣小へ分割統合）[627]
- 音別町立霧里小学校（1967年二俣小へ統合）[627]
- 音別町立尺別炭鉱小学校（1970年7月20日）[627]
- 音別町立直別小学校（1978年音別小へ統合）[627]
- 音別町立二俣小学校（1997年音別小へ統合）[627]

### 釧路郡（釧路町）
- 釧路町立東遠野小学校（1985年釧路町立遠矢小学校へ統合）[164]
- 釧路町立仙鳳趾小学校（2008年[629]釧路町立知方学小学校へ統合）

釧路村（1980年・釧路町へ町制施行）
- 釧路村立上別保小学校（1968年釧路町立別保小学校〈当時：釧路村立〉へ統合）[416]
- 釧路村立汐見小学校（1973年閉校）[629]
- 釧路村立達古武小学校（1979年遠矢小へ統合）[598]
- 釧路村立跡永賀小学校（1980年釧路町立昆布森小学校へ統合）[237]

### 厚岸郡（厚岸町、浜中町）
厚岸町
- 厚岸町立苫多小学校（1970年新設の厚静小へ統合）[630]
- 厚岸町立門静小学校（同上）[630]
- 厚岸町立小島小学校（1975年閉校）[631]
- 厚岸町立トライベツ小学校（1977年高知小へ統合）[632]
- 厚岸町立末広小学校（1990年閉校）[633]
- 厚岸町立糸魚沢小学校（1999年休校[630]、2009年厚岸町立真龍小学校へ統合）[634]
- 厚岸町立厚静小学校（2008年真龍小へ統合）[634]
- 厚岸町立尾幌小学校（2009年真龍小へ統合）[634]
- 厚岸町立上尾幌小学校（同上）[634]
- 厚岸町立片無去小学校（2012年厚岸町立太田小学校へ統合）[635]
- 厚岸町立床潭小学校（2017年厚岸町立厚岸小学校へ統合）[636]
- 厚岸町立高知小学校（2019年休校）[19]

浜中町
- 浜中町立三番沢小学校（1972年浜中町立茶内小学校へ統合）[637][注釈 28]
- 浜中町立熊牛小学校（1986年浜中町立浜中小学校へ統合）[638]
- 浜中町立奔幌戸小学校（2003年浜中小へ統合）[638]
- 浜中町立円朱別小学校（2004年茶内小へ統合）[639]
- 浜中町立茶内第三小学校（2009年茶内小へ統合）[639]
- 浜中町立貰人小学校（2010年浜中小へ統合）[638]
- 浜中町立琵琶瀬小学校（2012年浜中町立霧多布小学校へ統合）[640]
- 浜中町立姉別小学校（2012年浜中小へ統合）[638]
- 浜中町立西円朱別小学校（2012年茶内小へ統合）[639]
- 浜中町立榊町小学校（2013年霧多布小へ統合）[640]
- 浜中町立姉別南小学校（2014年浜中小へ統合）[638]
- 浜中町立茶内第一小学校（2019年茶内小へ統合）[639]

### 川上郡（標茶町、弟子屈町）
標茶町
- 標茶町立上久著呂小学校（1968年久著呂中央小へ統合）[641]
- 標茶町立新久著呂小学校（1970年久著呂中央小へ統合）[641]
- 標茶町立下茶安別小学校（1970年閉校）[642]
- 標茶町立五十石小学校（1970年閉校）[642]
- 標茶町立厚生小学校（1971年標茶町立標茶小学校へ統合）[注釈 29]
- 標茶町立上磯分内小学校（1972年標茶町立磯分内小学校へ統合）[643]
- 標茶町立久著呂小学校（1972年久著呂中央小へ統合）[641]
- 標茶町立阿歴内第三小学校（1976年阿歴内小へ統合）[644]
- 標茶町立栄小学校（1978年標茶小へ統合）[528]
- 標茶町立上沼幌小学校（1978年5月15日標茶小へ統合）[598]
- 標茶町立開盛小学校（1979年磯分内小へ統合）[643]
- 標茶町立萩野小学校（1980年標茶町立虹別小学校へ統合）[645]
- 標茶町立上虹別小学校（1983年虹別小へ統合）[645]
- 標茶町立北片無去小学校（1984年阿歴内小へ統合）[644]
- 標茶町立阿歴内第二小学校（1995年阿歴内小へ統合）[644]
- 標茶町立上茶安別小学校（2002年[642]標茶小へ統合）
- 標茶町立中虹別小学校（2003年虹別小へ統合）[645]
- 標茶町立上御卒別小学校（2005年[642]中御卒別小へ統合）
- 標茶町立弥栄小学校（2007年[646]標茶小へ統合）[120]
- 標茶町立中御卒別小学校（2014年標茶町立沼幌小学校へ統合）[647]
- 標茶町立久著呂中央小学校（2015年沼幌小へ統合）[647]
- 標茶町立阿歴内小学校（2016年標茶町立中茶安別小学校と塘路小へ分割統合）[648]
- 標茶町立塘路小学校（2025年休校）[19]

弟子屈町
- 弟子屈町立最栄利別小学校（1971年弟子屈町立弟子屈小学校へ統合）[649]
- 弟子屈町立札友内小学校（1972年弟子屈小へ統合）[649]
- 弟子屈町立川湯駅前小学校（1949年川湯小川湯駅前分校から独立、1991年弟子屈町立川湯小学校へ統合）[650]
- 弟子屈町立仁多小学校（1994年弟子屈小へ統合）[649]
- 弟子屈町立昭栄小学校（2015年[651]）
- 弟子屈町立奥春別小学校（2021年弟子屈小へ統合）[652]

### 阿寒郡（鶴居村）
- 鶴居村立中久著呂小学校（1969年標茶町立久著呂中央小へ統合）[641]
- 鶴居村立暁峰小学校（1969年閉校）[653]
- 鶴居村立支雪裡小学校（1974年鶴居村立鶴居小学校へ統合）[653]
- 鶴居村立下雪裡小学校（1974年10月31日鶴居小へ統合）[631]
- 鶴居村立上幌呂小学校（1999年閉校）[653]
- 鶴居村立茂雪裡小学校（2004年閉校）[653]
- 鶴居村立下久著呂小学校（2005年閉校）[653]
- 鶴居村立幌呂小学校（2025年鶴居小へ統合）[19]

### 白糠郡（白糠町）
- 白糠町立左股小学校（1969年閉校）
- 白糠町立中庶路小学校（1976年庶路小へ統合）[654]
- 白糠町立泊別小学校（同上）[654]
- 白糠町立大秋小学校（1976年河原小へ統合）[374]
- 白糠町立上茶路小学校（1976年北進小へ統合）[374]
- 白糠町立上庶路小学校（1977年庶路小へ統合）[654]
- 白糠町立縫別小学校（1991年白糠町立茶路小中学校へ統合）[655]
- 白糠町立北進小学校（2001年茶路小中へ統合）[655]
- 白糠町立河原小学校（2007年茶路小中へ統合）[655]
- 白糠町立庶路小学校（2018年白糠町立庶路中学校と統合し白糠町立庶路学園へ移行）[656]
- 白糠町立白糠小学校（2022年8月20日白糠町立白糠中学校と統合し白糠町立白糠学園へ移行）[657]

## 根室振興局（旧根室支庁）

### 根室市
- 根室市立厚床東小学校（1967年根室市立厚床小学校へ統合）[658]
- 根室市立湖南小学校（1968年厚床小へ統合[658]）
- 根室市立槍昔小学校（1971年3月20日厚床小へ統合[659]）[658]
- 根室市立牧の内小学校（1955年花咲小牧の内分校から独立、1972年根室市立花咲小学校へ統合）[660]
- 根室市立川口小学校（1976年厚床小と幌茂尻小へ分割統合）[374]
- 根室市立初田牛小学校（1988年厚床小へ統合）
- 根室市立別当賀小学校（1998年厚床小へ統合）[658]
- 根室市立和田小学校（2006年幌茂尻小および根室市立和田中学校と統合し、小中一貫校の根室市立海星小中学校へ移行）[661]
- 根室市立幌茂尻小学校（2006年和田小および和田中と統合し海星小中へ移行）[661]
- 根室市立共和小学校（2013年新設の歯舞小中へ統合）[662]
- 根室市立華岬小学校（同上）[662]
- 根室市立珸瑶瑁小学校（同上）[662]
- 根室市立温根元小学校（同上）[662]
- 根室市立昆布盛小学校（2015年落石小へ統合）[663]
- 根室市立歯舞小学校（2020年根室市立歯舞中学校と統合し根室市立歯舞学園へ移行）[664]
- 根室市立海星小中学校（2023年義務教育学校の根室市立海星学校へ移行）[665]
- 根室市立落石小学校（2024年根室市立落石中学校と統合し根室市立おちいし義務教育学校へ移行）[81]

### 野付郡（別海町）
- 別海町立北栄小学校（1972年[666]別海町立上西春別小学校へ統合）
- 別海町立新興小学校（1972年西別小〈現：別海町立別海中央小学校〉[667]と中西別小へ分割）
- 別海町立矢臼別小学校（1972年西別小へ統合）[667]
- 別海町立高丘小学校（1973年中西別小へ統合）[668]
- 別海町立拓進小学校（1973年別海町立西春別小学校へ統合）[669]
- 別海町立泉川小学校（1974年上西春別小へ統合）[670]
- 別海町立大和小学校（1975年西別小と別海町立上風連小学校へ分割統合）[631]
- 別海町立富岡小学校（1976年別海町立中春別小学校へ統合）[671]
- 別海町立菊水小学校（同上）[671]
- 別海町立本別小学校（1989年上西春別小へ統合）[672]
- 別海町立大成小学校（1996年[673]上西春別小と別海町立上春別小学校へ分割統合）
- 別海町立光進小学校（2008年[674]上西春別小へ統合）
- 別海町立美原小学校（2009年中春別小へ統合）[671]
- 別海町立豊原小学校（同上）[671]
- 別海町立別海小学校（2016年[675]別海中央小と別海町立野付小学校へ分割）
- 別海町立中西別小学校（2025年別海中央小へ統合）[19]

別海村（1971年・別海町へ町制施行）
- 別海村立新富小学校（1967年西春別小へ統合）[669]
- 別海村立三股小学校（同上）[669]
- 別海村立昭和小学校（1969年[676]西別小へ統合[667]）
- 別海村立平糸小学校（1969年西別小と中春別小へ分割統合）[677]
- 別海村立広野小学校（1969年中西別小へ統合）[678]
- 別海村立朝日小学校（1970年[679]上春別小へ統合）
- 別海村立黄金小学校（1970年[680]上春別小へ統合）
- 別海村立春日小学校（1970年[681]上春別小へ統合）
- 別海村立床丹小学校（1970年別海小へ統合）[682]
- 別海村立走古丹小学校（同上）[682]
- 別海村立矢臼第二小学校（1971年中西別小へ統合）[683]
- 別海村立上風連小学校〈旧〉（1971年統合により上風連小〈新〉へ）[684]
- 別海村立開南小学校（同上）[684]
- 別海村立南矢臼別小学校（同上）[684]
- 別海村立香川小学校（同上）[684]
- 別海村立恩根内小学校（1971年[685]上春別小へ統合）

### 標津郡（中標津町、標津町）
中標津町
- 中標津町立西竹小学校東西竹分校（1956年計根別小東西竹分校から移管、1960年閉校）[686]
- 中標津町立第二俣落小学校（1972年俣落小へ統合）[687]
- 中標津町立当幌小学校（1972年中標津町立中標津小学校へ統合）[688]
- 中標津町立上標津小学校（1976年計根別小へ統合）[374]
- 中標津町立協和小学校（1977年中標津小へ統合）[688]
- 中標津町立豊岡小学校（1978年中標津小へ統合）[688]
- 中標津町立若竹小学校（2006年計根別小へ統合）[689]
- 中標津町立養老牛小学校（2012年計根別小へ統合）[689]
- 中標津町立俣落小学校（2013年中標津町立丸山小学校へ統合）[687]
- 中標津町立開陽小学校（2014年丸山小へ統合）[687]
- 中標津町立西竹小学校（2015年計根別小へ統合・計根別学園小学部へ改称）[687]
- 中標津町立計根別小学校（2016年計根別学園中学部と統合し中標津町立計根別学園へ移行）[690]
- 中標津町立武佐小学校（2017年中標津町立中標津東小学校へ統合）[691]
- 中標津町立俵橋小学校（2020年中標津東小へ統合）[692]

標津町
- 標津町立茶志骨小学校（1972年標津町立標津小学校へ統合）[693]
- 標津町立上古多糠小学校（1996年古多糠小へ統合）[694]
- 標津町立北標津小学校（2005年[695]）
- 標津町立忠類小学校（2006年標津小へ統合）
- 標津町薫別小学校（2012年[696]）
- 標津町立古多糠小学校（2012年[696]）

### 目梨郡（羅臼町）
- 羅臼町立知円別小学校（2008年[697]羅臼町立羅臼小学校へ統合）
- 羅臼町立植別小学校（2010年[697]羅臼町立春松小学校へ統合）
- 羅臼町立飛仁帯小学校（2010年[697]春松小へ統合）